# Australia Occidental
Australia Occidental (en inglés: Western Australia, abreviado como WA) es uno de los seis estados que, junto con los dos territorios continentales y los seis insulares, forman la Mancomunidad de Australia. Su capital y ciudad más poblada es Perth. Limita al norte y al oeste con el océano Índico, al sur con el océano Antártico, al noreste con el Territorio del Norte y al sureste con Australia Meridional. Australia Occidental es el mayor estado de Australia, con una superficie total de 2 645 615 km2, representando el 33 % de la superficie total del país Además, es la segunda subdivisión nacional más grande del mundo, sólo superada por la república rusa de Sajá. En 2021, el estado tenía 2,76 millones de habitantes, el 11 % del total nacional. La gran mayoría (92 %) vive en el extremo suroeste; el 79 % de la población vive en la capital, dejando el resto del estado escasamente poblado.
Los primeros europeos que visitaron Australia Occidental pertenecían a la expedición del holandés Dirk Hartog, que visitó la costa occidental australiana en 1616. La primera colonia europea permanente de Australia Occidental se produjo tras el desembarco del comandante Edmund Lockyer, el 26 de diciembre de 1826, de una expedición en nombre del gobierno colonial de Nueva Gales del Sur. Lockyer estableció una guarnición militar apoyada por convictos en King George III Sound, en la actual Albany, y el 21 de enero de 1827 tomó posesión formal para la Corona británica de la parte occidental del continente que aún no había sido reclamada por la Corona. En 1829 se estableció la colonia del Río Swan, que incluía la actual capital, Perth.
York fue el primer asentamiento interior de Australia Occidental. Situada a 97 kilómetros al este de Perth, fue colonizada el 16 de septiembre de 1831. Australia Occidental consiguió un gobierno responsable en 1890 y se federó con las demás colonias británicas de Australia en 1901.
En la actualidad, la economía de Australia Occidental depende principalmente de la minería, el petróleo y el gas, los servicios y la construcción. El estado produce el 46 % de las exportaciones de Australia. Australia Occidental es el mayor productor de mineral de hierro del mundo. Su lema es la frase en latín Cygnis Insignis («Llevar el signo del cisne»). Sus apodos son The Wildflower State («El Estado de las Flores Silvestres») y The Golden State («El Estado Dorado»).

## Historia

### Etapa precolonial
Los primeros habitantes humanos modernos de Australia llegaron del norte hace entre 40 000 y 60 000 años. A lo largo de miles de años acabaron extendiéndose por toda la masa continental. Cuando los exploradores europeos empezaron a llegar a principios del siglo XVII, los indígenas australianos ya estaban establecidos en toda Australia Occidental.
Cuando los primeros habitantes de Australia llegaron a la costa noroeste hace miles de años años, el nivel del mar era mucho más bajo. La costa de Kimberley en un momento dado se encontraba a solo 90 kilómetros (56 millas) de Timor, que a su vez era la última de una línea de islas cercanas que los humanos podían cruzar. Por lo tanto, esta era una ubicación posible (incluso probable) por la cual los primeros pobladores de Australia pudieron llegar en barco. Otras posibles rutas de inmigración fueron a través de islas más al norte y luego a través de Nueva Guinea.
En 1999, Charles Dortch identificó herramientas de piedra de pedernal y caliza, encontradas en la isla de Rottnest, que posiblemente datan de hace al menos 50,000 años. Un estudio de 2018 que utilizó la arqueobotánica fechó la evidencia de la habitación humana continua en Karnatukul (Serpent's Glen) en la cordillera de Carnarvon en el Little Sandy Desert a partir de hace unos 50,000 años.
Durante las siguientes decenas de miles de años, varios grupos de indígenas australianos se movieron lentamente hacia el sur y el este a través de la masa de tierra. Los aborígenes ya estaban bien establecidos en todo el oeste de Australia cuando los barcos europeos comenzaron a llegar accidentalmente en ruta a Batavia (ahora Yakarta) a principios del siglo XVII

### Exploración

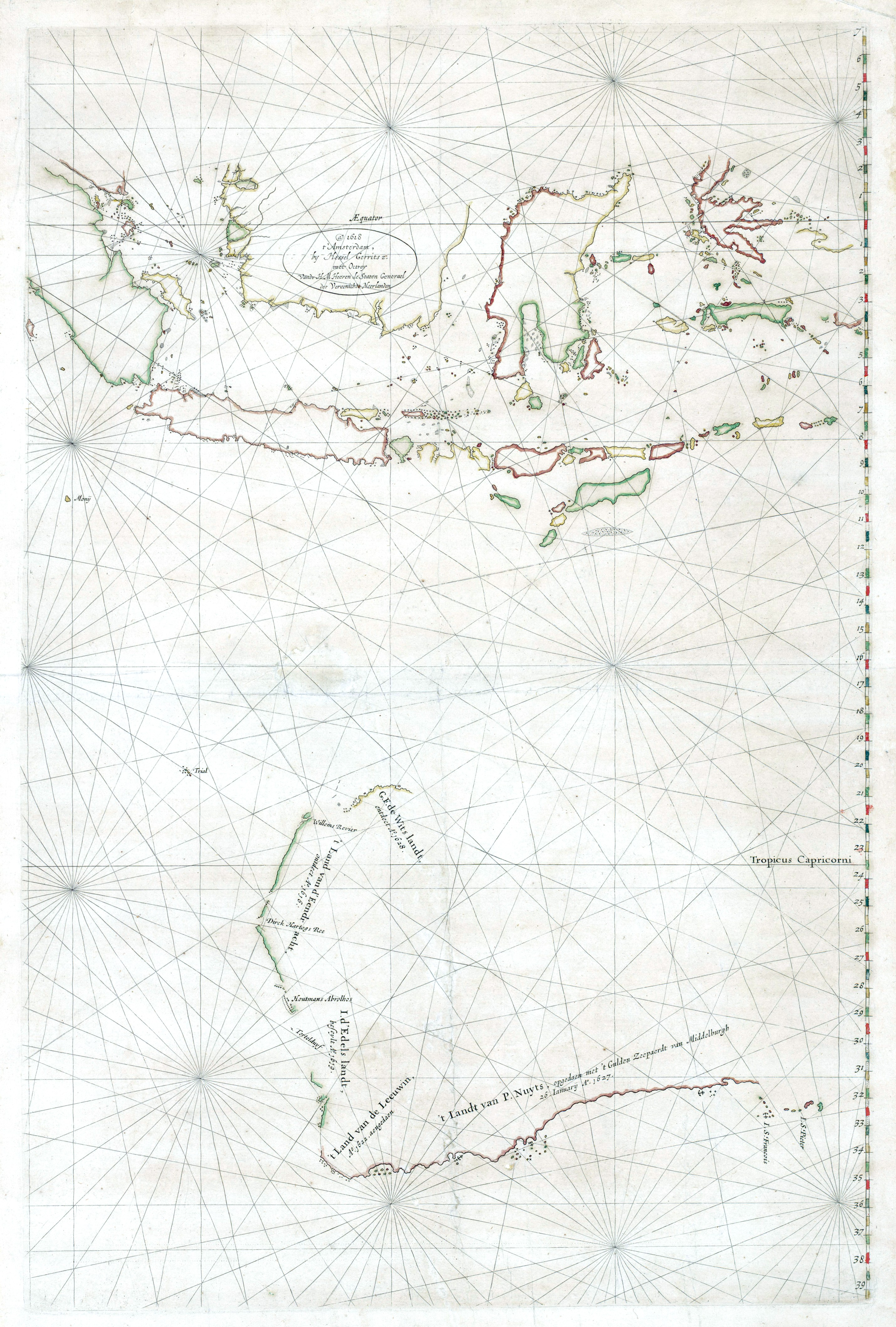
Mapa trazado por primera vez en 1618 por Hessel Gerritsz que muestra la costa cartografiada de Australia. Las cartografías posteriores a 1618, por ejemplo la de François Thijssen en 1627, se añadieron a la placa grabada entre 1628 y 1632.

El primer europeo en avistar Australia Occidental fue el explorador neerlandés, Dirk Hartog, quien el 26 de octubre de 1616 desembarcó en lo que hoy se conoce como Cabo Inscription, isla de Dirk Hartog. Antes de partir, Hartog dejó una placa de peltre grabada y clavada a un poste. En 1696, la placa fue descubierta y reemplazada por Willem de Vlamingh y repatriada al Rijksmuseum de Ámsterdam. Durante ese siglo, se produjeron una multitud de visitas neerlandesas, que cartografiaron prácticamente toda la costa occidental, la costa sur de Australia Occidental y la costa norte de Australia.
El primer barco inglés en visitar la región, mientras intentaba navegar por la Ruta de Brouwer a las Indias, fue el Tryall. Este barco de la Compañía de las Indias Orientales, bajo el mando de John Brookes, avistó Point Cloates en 1622 antes de naufragar el 25 de mayo en las Tryal Rocks, frente a la costa noroeste de Australia. Algunos de los 143 tripulantes permanecieron en las islas Montebello durante 7 días, tiempo durante el cual avistaron la isla de Barrow, antes de navegar a Batavia en un bote. Un segundo bote llevó a algunos tripulantes más a Batavia, por lo que solo sobrevivieron poco más de 40 personas, incluido Brookes. Al parecer, casi cien tripulantes perecieron en el naufragio. El Tryall se convirtió en el naufragio más antiguo conocido de Australia.
Un visitante inglés posterior fue William Dampier, quien en 1699 navegó por parte de la costa occidental de Australia. Notó la falta de agua y en su relato "A Voyage to New Holland" describió Shark Bay.
Se le dieron nombres a varias secciones de la costa de Australia Occidental, como Eendrachtsland, que no perduraron más allá de la época exploratoria. Sin embargo, algunos nombres, como 't Landt van de Leeuwin (Tierra de Leeuwin), se materializaron más tarde como el cabo Leeuwin.

### Primera Reclamación
La primera reclamación formal de posesión para Gran Bretaña fue realizada el 29 de septiembre de 1791 por el comandante (posteriormente capitán) George Vancouver, de la Marina Real Británica, en un lugar que denominó Punta de Posesión, en el extremo de la península entre las aguas que también denominó Puerto Princesa Real y el Estrecho del Rey Jorge III en Albany (el nombre "Tercero" se eliminó en 1826).
A principios del siglo XIX, los británicos comenzaron a preocuparse por la posibilidad de que se estableciera una colonia francesa en la costa oeste de Australia. En 1826, el gobernador de Nueva Gales del Sur, Ralph Darling, ordenó el establecimiento de un asentamiento en el Estrecho del Rey Jorge. Un destacamento del ejército fue enviado desde Sídney, encabezado por el mayor Edmund Lockyer, con dieciocho soldados, un capitán, un médico, un almacenista y veintitrés convictos.
El 21 de enero de 1827, toda Australia fue reclamada como territorio británico por primera vez cuando el mayor Lockyer anexó formalmente la parte occidental del continente en una ceremonia en el Estrecho del Rey Jorge. En marzo de 1831, se retiró el asentamiento penal y el control del estrecho del Rey Jorge se transfirió de Nueva Gales del Sur a la colonia del río Swan. El capitán James Stirling decretó que el asentamiento se llamaría Albany a partir del 1 de enero de 1832.

### SigloXIX
Los orígenes del actual estado se remontan al establecimiento por Lockyer de un asentamiento procedente de Nueva Gales del Sur en King George III Sound. El asentamiento fue anexionado formalmente el 21 de enero de 1827 por Lockyer cuando ordenó izar la Union Jack y disparar un feu de joie por las tropas. El asentamiento se fundó en respuesta a la preocupación británica por la posibilidad de que se estableciera una colonia francesa en la costa de Australia Occidental. El 7 de marzo de 1831 se transfirió al control de la colonia del Río Swan, y en 1832 recibió el nombre de Albany.

En 1829, el capitán James Stirling estableció la colonia del Río Swan. En 1832, la población de colonos británicos de la colonia rondaba los 1500 habitantes, y el nombre oficial de la colonia se cambió por el de Australia Occidental el 6 de febrero de ese año. Los dos núcleos urbanos de la colonia se convirtieron poco a poco en la ciudad portuaria de Fremantle y la capital del estado, Perth. York fue el primer asentamiento interior de Australia Occidental, situado a 97 kilómetros (60 mi) al este de Perth y colonizado el 16 de septiembre de 1831. York fue el punto de partida de los primeros exploradores que descubrieron las ricas reservas de oro de Kalgoorlie.

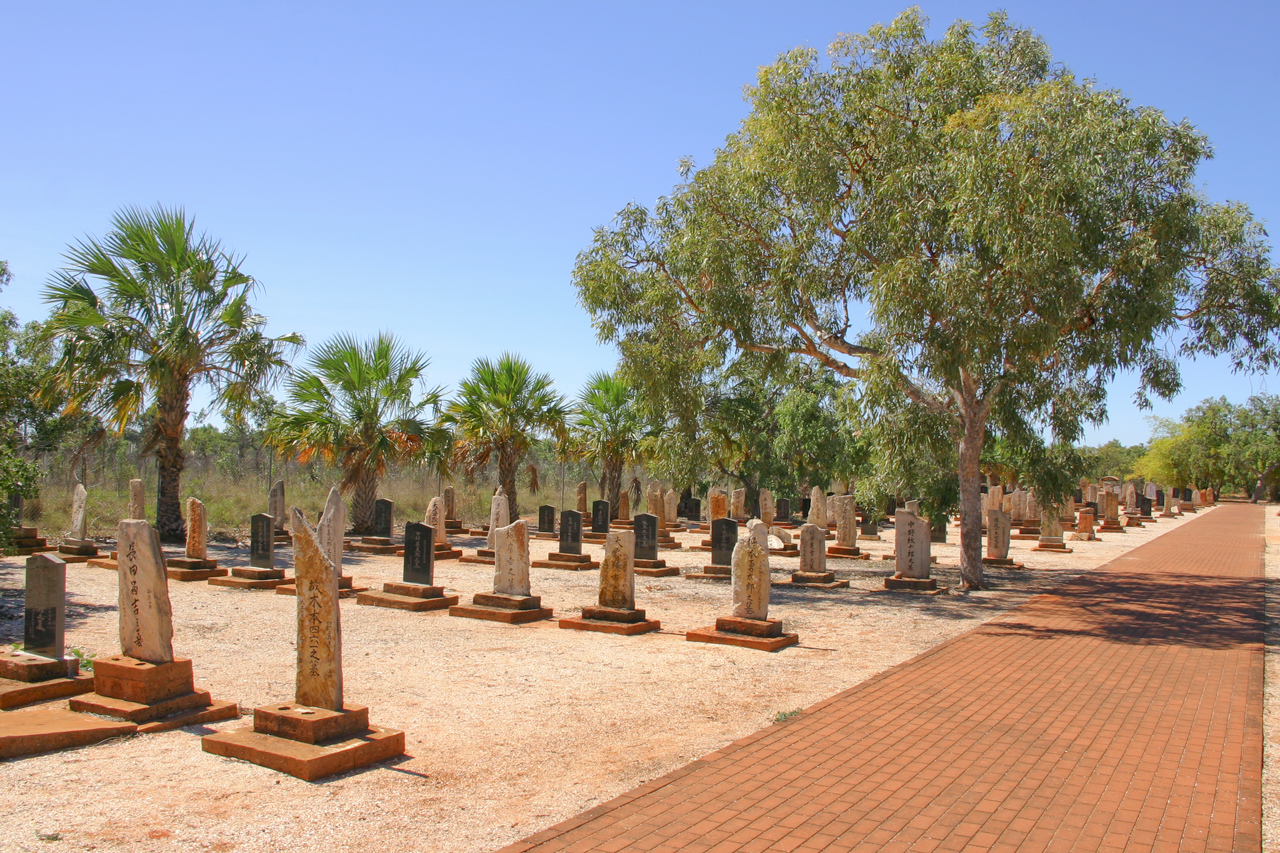
Cementerio Japonés en Broome que data de 1896

El crecimiento de la población fue muy lento hasta que en la década de 1890 se realizaron importantes descubrimientos de oro en los alrededores de Kalgoorlie.
En 1887 se redactó una nueva constitución que establecía el derecho de autogobierno de los australianos europeos, y en 1890 el Parlamento británico aprobó la ley que concedía el autogobierno a la colonia. John Forrest se convirtió en el primer primer ministro de Australia Occidental.
En 1896, tras los descubrimientos de oro en Coolgardie y Kalgoorlie, el Parlamento de Australia Occidental autorizó la concesión de un préstamo para construir una tubería que transportara 23 megalitros (5 millones de galones imperiales) de agua al día a la creciente población de los yacimientos auríferos. La tubería, conocida como Goldfields Water Supply Scheme, se terminó en 1903.  C. Y. O'Connor, primer ingeniero jefe de Australia Occidental, diseñó y supervisó la construcción de la tubería. Transporta agua 530 km desde Perth a Kalgoorlie, y los historiadores lo atribuyen a un importante factor de crecimiento demográfico y económico del estado.

### SigloXX

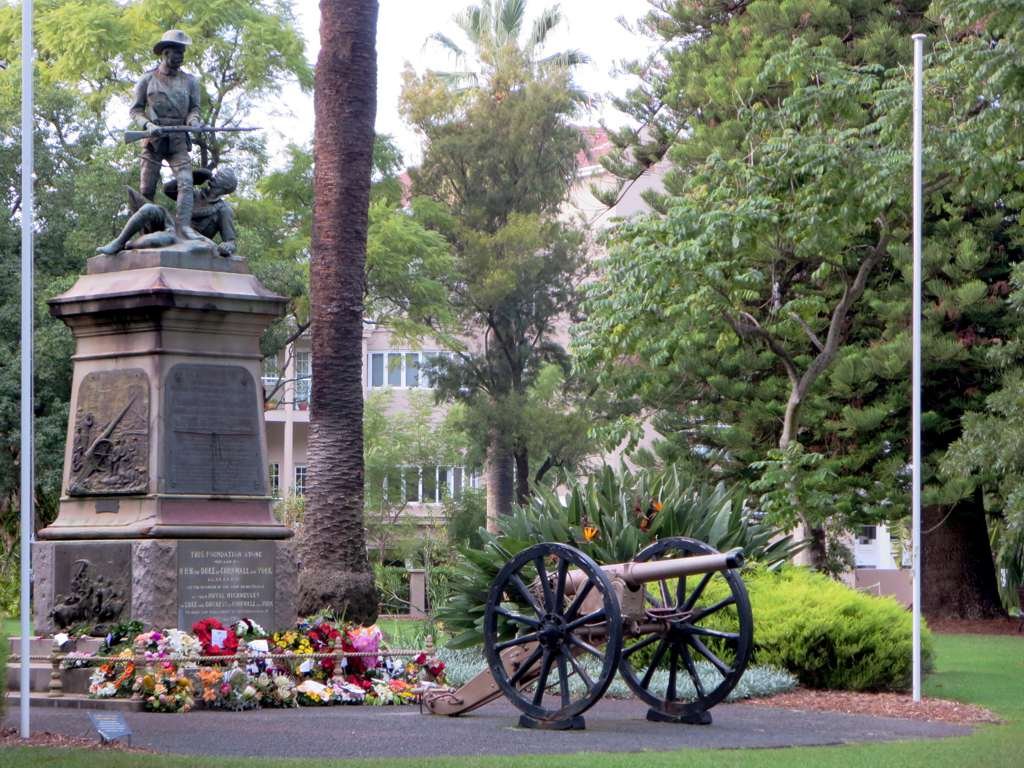
Monumento por la Guerra de los Boers cuya primera piedra fue colocada en 1901

Tras una campaña liderada por Forrest, los residentes de la colonia de Australia Occidental votaron a favor de la federación, lo que dio lugar a que Australia Occidental se convirtiera oficialmente en estado el 1 de enero de 1901.
La riqueza generada por el oro pronto desapareció y, a principios del siglo XX, la economía volvió a depender de la lana y el trigo. Esta dependencia provocó una drástica caída de los precios de la lana y el trigo a finales de la década de 1920 y principios de la de 1930, lo que provocó el colapso económico del estado. No se recuperaría hasta después de la Segunda Guerra Mundial, cuando la política de inmigración del Gobierno Federal de posguerra provocó una enorme afluencia de migrantes, casi todos procedentes de Europa, entre 1947 y 1970.
Entre los acontecimientos importantes en Australia Occidental se incluyen los siguientes:
- 1902: El primer ministro, George Leake, falleció repentinamente el 24 de junio a los 45 años. Frederick Illingworth asumió el cargo de primer ministro interino durante una semana antes de que Walter James formara un nuevo ministerio el 1 de julio. George Leake es el único primer ministro de Australia Occidental que falleció en el cargo.

1903: Se inaugura un oleoducto desde Mundaring Weir hasta Kalgoorlie. Este fue un logro importante para su época gracias al primer ingeniero jefe del estado, C. Y. O'Connor, quien se suicidó antes de que el proyecto se completara.
- 1904: John Drayton es encarcelado en virtud de las disposiciones de privilegio parlamentario en Australia Occidental por negarse a pagar una multa. Esta es la primera y, hasta 1955, la única vez que un parlamento australiano sanciona a alguien en virtud de las disposiciones de privilegio parlamentario.

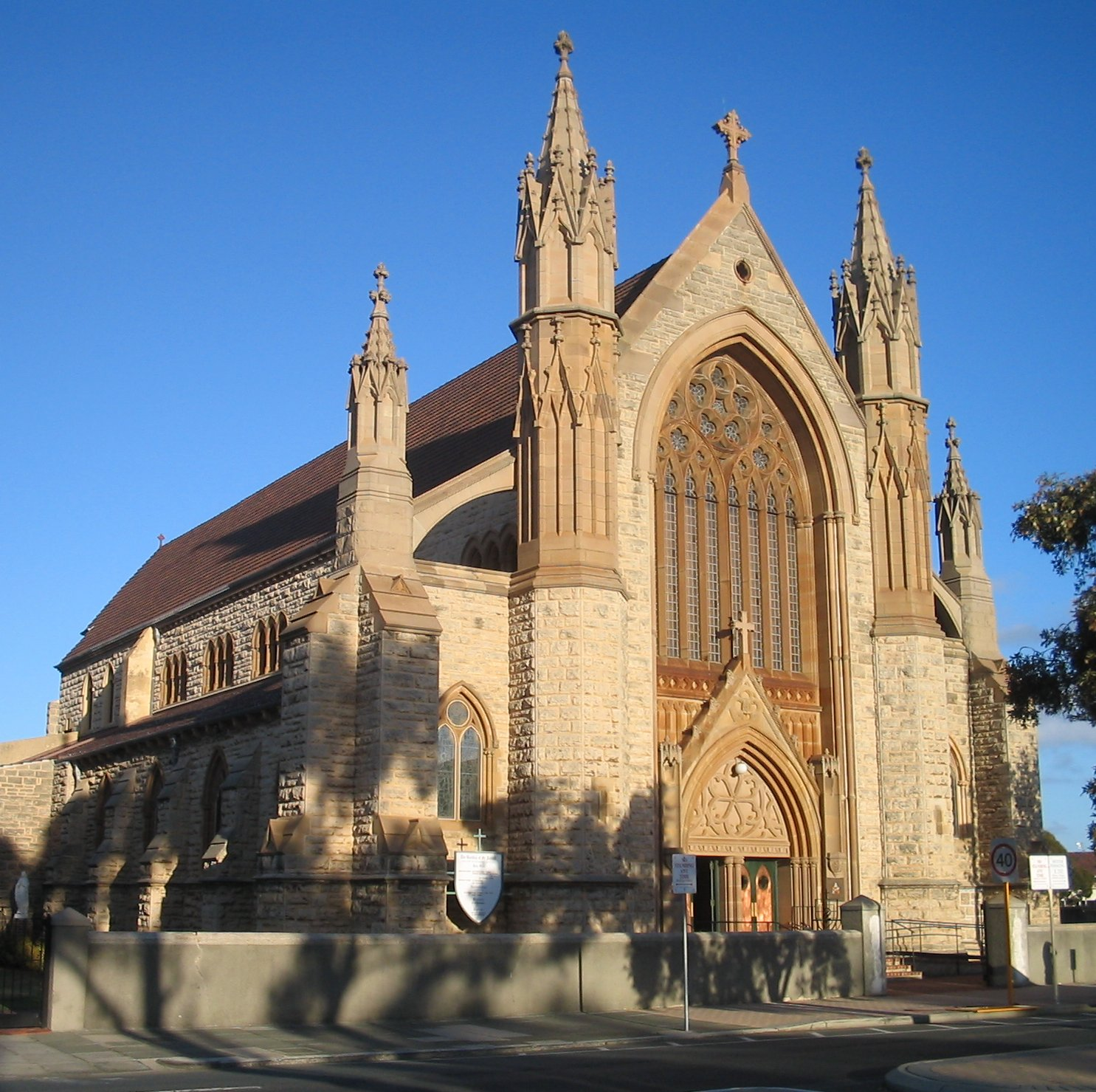
Basílica de San Patricio en Fremantle. De estilo neogótico, la primera piedra se colocó el día de San Patricio, el 17 de marzo de 1898.

- Basílica de San Patricio en Fremantle. De estilo neogótico, la primera piedra se colocó el día de San Patricio, el 17 de marzo de 1898.1911: La Universidad de Australia Occidental se convierte en la segunda institución terciaria y la primera universidad de Australia Occidental. Sin embargo, no se imparten clases hasta 1913.[31] No fue hasta 1975 que se inauguró la segunda universidad de Australia Occidental, la Universidad Murdoch.
- 1912: Un ciclón cruzó la costa justo al oeste de Balla Balla, cerca de Port Hedland, y se cobró más de 150 vidas. Este fue, casi con toda seguridad, el peor desastre marítimo relacionado con el clima en Australia del siglo XX, con la pérdida del vapor costero Koombana.[32] 1916: Primero de dos referendos sobre el servicio militar obligatorio en el extranjero durante la Primera Guerra Mundial. Australia Occidental se distingue en la votación, con un 69,7% de los votantes votando a favor, en contraste con solo el 48,4% a nivel nacional.
- 1917: Segundo referendo sobre el servicio militar obligatorio en el extranjero durante la Primera Guerra Mundial. El 64,4% de los votantes de Australia Occidental vota a favor, mientras que solo el 46,2% de los votantes australianos en general lo hace.
- 1917: Se completa el ferrocarril transcontinental, cumpliendo así una promesa del Gobierno Federal cuando la Colonia de Australia Occidental votó a favor de convertirse en un estado de Australia en la Federación de 1901. La construcción de este último tramo entre Kalgoorlie y Puerto Augusta había comenzado en 1912.
- 1920: Eduardo, Príncipe de Gales (futuro rey Eduardo VIII), se vio involucrado en un descarrilamiento de tren, en el que su vagón volcó en el suroeste del estado. El tren circulaba a baja velocidad y Eduardo VIII no sufrió lesiones. 1921: El primer ministro estatal, James Mitchell, lanza el Plan de Asentamiento Grupal con el objetivo de establecer una industria láctea viable en el suroeste del estado. Un Acuerdo de Migración de 1923 entre el estado, la Commonwealth y el Gobierno británico se comprometió a asentar a 6.000 hombres en 6.000 granjas en un plazo de cinco años.[33]
- 1920: Australia Occidental aprobó una ley que permitía a las mujeres postularse al parlamento. Edith Cowan fue elegida para la Asamblea Legislativa, convirtiéndose en la primera mujer elegida para un parlamento australiano.

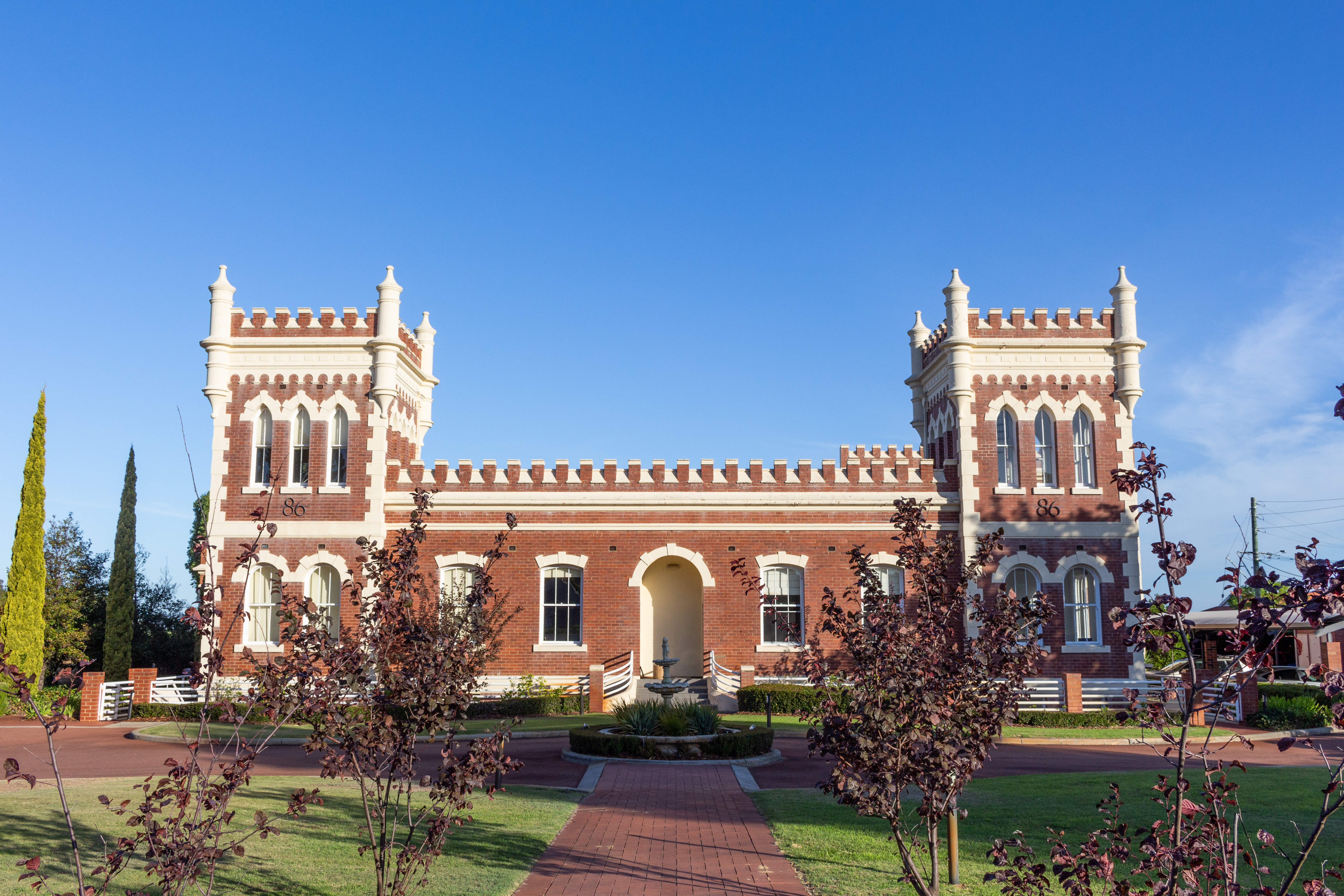
El Castillo Albany Bell terminado en 1914

- El Castillo Albany Bell terminado en 19141928: La delegación aborigen de los hermanos William y Edward Harris ante el primer ministro estatal protestaba por las injusticias sufridas por los aborígenes australianos occidentales.
- 1929: Centenario de Australia Occidental.
- 1930: Perth se conecta con Adelaida (y posteriormente con el resto de los estados del este) mediante una línea telefónica.
- En un referéndum celebrado en 1933, el 68 % de los votantes se pronunció a favor de la secesión. El primer ministro, Philip Collier, abogó en Londres por la Independencia, pero los británicos decidieron no concederla.
- 1935: Las islas Lacepede, cerca de Broome, fueron azotadas por un ciclón que hundió 21 lugres perleros y causó la muerte de 141 personas. Este fue el segundo ciclón más mortífero de Australia en el siglo XX.[32]

### Segunda Guerra Mundial

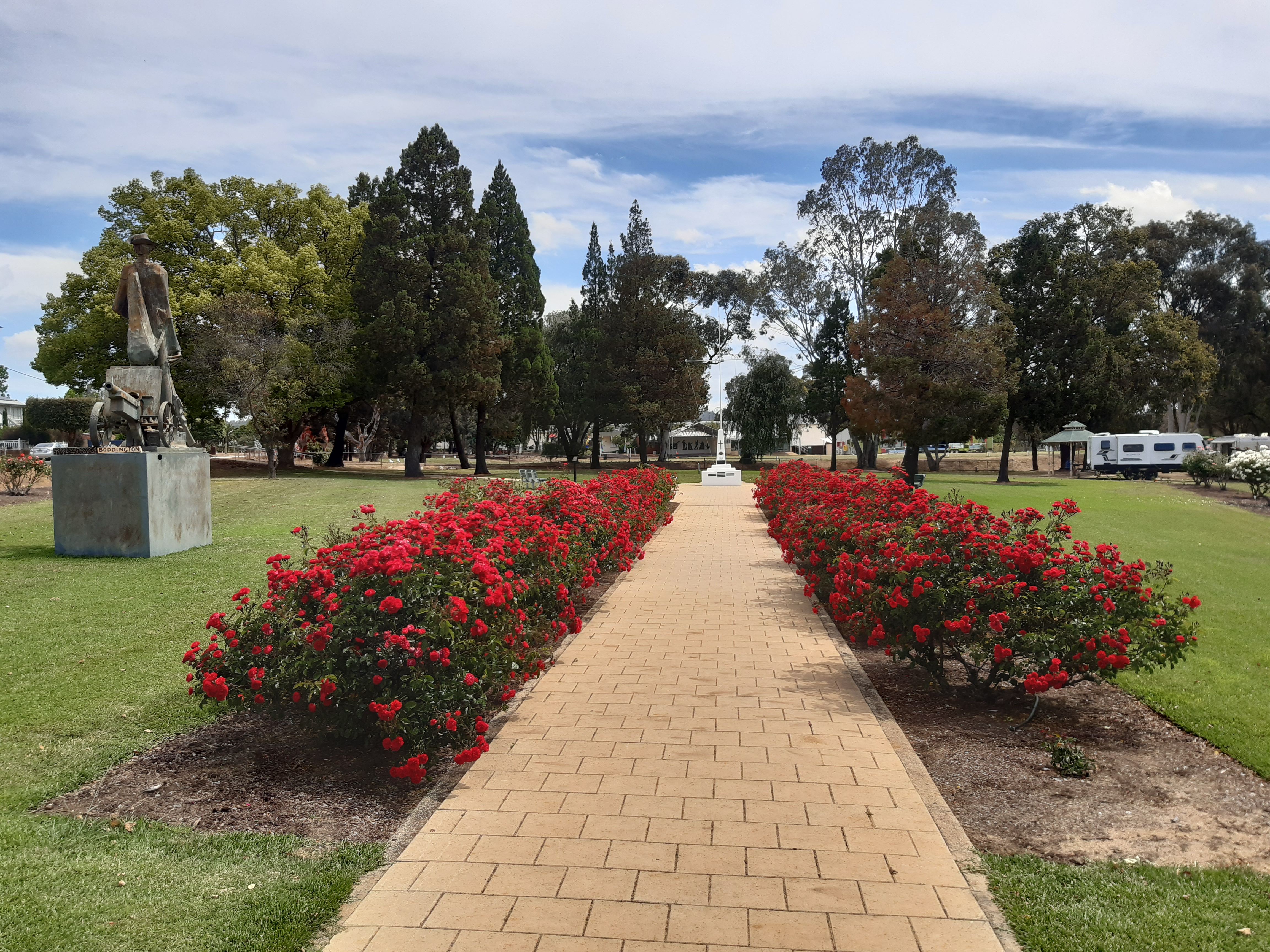
Monumento de Guerra de Boddington conmemora a los caídos en la Primera Guerra Mundial.

En el año 1941, las aguas cercanas a la costa de Carnarvon fueron el escenario de un enfrentamiento naval entre el crucero ligero australiano HMAS Sydney y el crucero auxiliar de la Marina alemana, el Kormoran. La batalla, que se saldó con el hundimiento de ambas embarcaciones, resultó en la trágica pérdida de toda la tripulación del HMAS Sydney, un total de 645 marineros. La suerte del Kormoran fue similar, con la mayoría de sus tripulantes siendo rescatados, pero la nave completamente perdida.
La región de Australia Occidental sufrió nuevos ataques al año siguiente, esta vez de naturaleza aérea. En 1942, la ciudad de Broome fue blanco de una incursión de la aviación japonesa. El asalto causó un total de 88 muertes y afectó de igual manera a otros asentamientos costeros de la región, como Wyndham, Derby, Port Hedland y la Misión del Río Drysdale (Kalumburu). Estos ataques subrayaron la vulnerabilidad de las costas australianas ante la avanzada de las Potencias del Eje en el Pacífico.
El conflicto en el Pacífico también se extendió a los territorios de ultramar de Australia. Entre 1942 y 1945, la Isla de Navidad, que actualmente forma parte de los Territorios Australianos del Océano Índico, fue ocupada por fuerzas japonesas. Esta ocupación fue parte de la estrategia nipona para controlar rutas marítimas vitales en la región y explotar los recursos naturales de la isla, como sus reservas de fosfato. La liberación de la isla ocurrió al final de la guerra, con la rendición de las fuerzas japonesas en 1945.

### Postguerra
El período de posguerra en Australia Occidental estuvo marcado por una importante agitación social y un desarrollo económico significativo. En 1946, más de 800 trabajadores aborígenes se declararon en huelga en la región de Pilbara, en lo que se considera la primera acción colectiva de este tipo por parte de la población indígena del país. Este acontecimiento histórico sentó las bases para el movimiento por los derechos de los aborígenes, que culminaría en 1962 con la concesión del pleno derecho al voto para la población indígena.

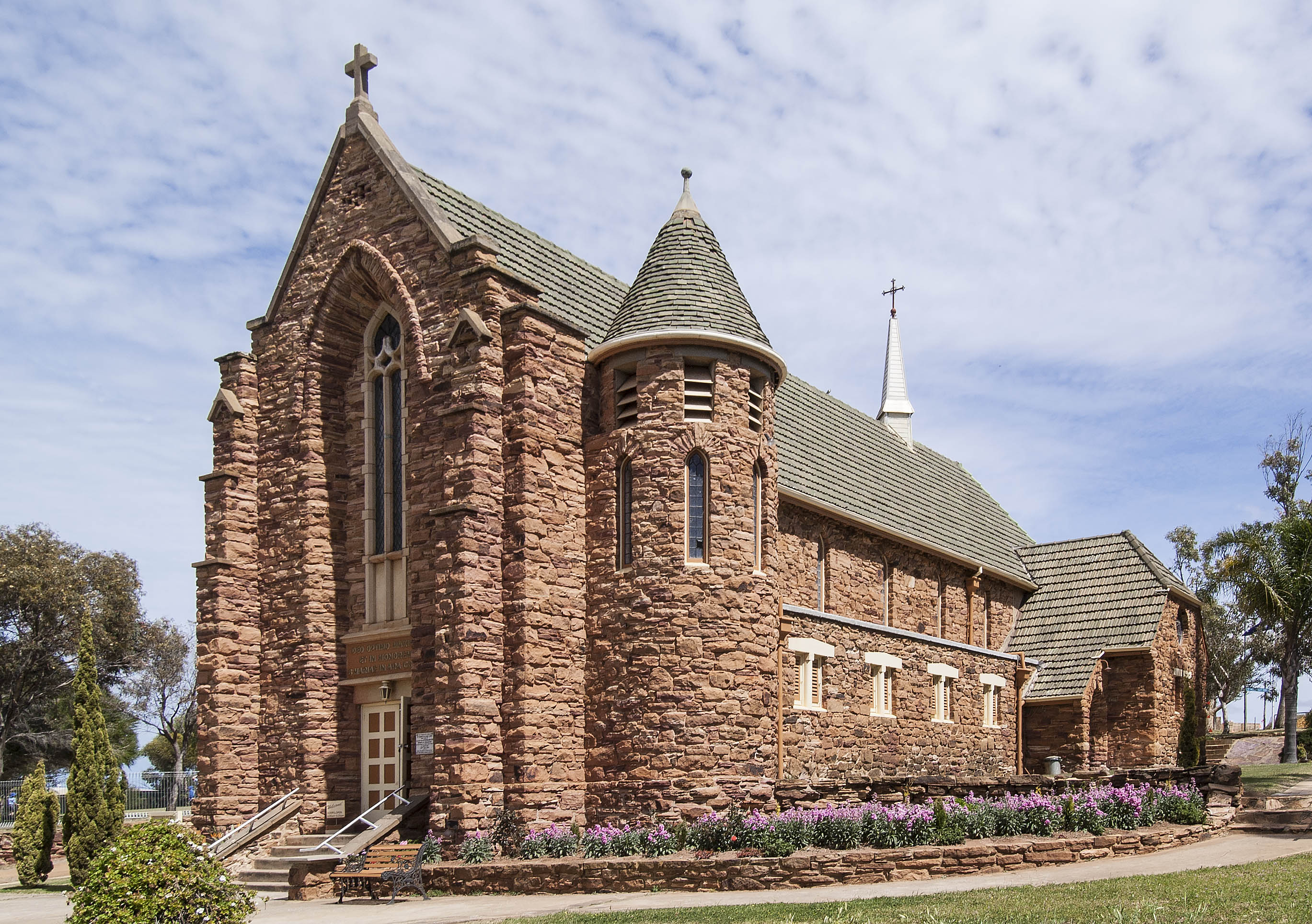
La Iglesia de Nuestra Señora en Ara Coeli que data de 1936 y mezcla los estilos gótico y bizantino

Mientras tanto, la década de 1940 también fue testigo del notable debut de Australia Occidental en la prestigiosa competición nacional de críquet, la Sheffield Shield. A pesar de participar a modo de prueba, el equipo logró una hazaña sin precedentes al ganar el escudo en su primera temporada, en 1947.
Este período también estuvo plagado de trágicos accidentes aéreos. En 1949, el Douglas DC-3 Fitzroy se estrelló poco después de despegar del aeródromo de Guildford, cobrándose la vida de las 18 personas a bordo. Un año después, en 1950, Australia fue el escenario del peor accidente aéreo civil de su historia en ese momento, cuando el Douglas DC-4 Amana se estrelló cerca de York, causando la muerte de las 29 personas que viajaban a bordo.
Más adelante, en 1952, un evento de gran importancia global tuvo lugar en las Islas Montebello, cuando el Reino Unido detonó su primera bomba atómica en el marco de la Operación Huracán. Esta explosión marcó el inicio de las pruebas de armas nucleares en suelo australiano. El mismo año, la zona de Perth se ganó el apodo de la "Ciudad de la Luz" después de que sus residentes encendieran las luces de la ciudad para que el astronauta de la NASA John Glenn pudiera verla desde el espacio durante su misión orbital Mercury-Atlas 6.
A partir de 1961, la economía de Australia Occidental experimentó un auge significativo tras la eliminación de la prohibición de exportación de mineral de hierro. El descubrimiento de importantes yacimientos de níquel y hierro impulsó el crecimiento de la región durante las siguientes dos décadas. Este auge económico coincidió con importantes cambios en la infraestructura de transporte, como la finalización, en 1970, del primer viaje sin interrupciones del Indian Pacific, un tren que atravesaba el continente australiano.
A pesar de este progreso, la región no estuvo exenta de desastres. En 1961, graves incendios forestales destruyeron muchas comunidades, dejando a cientos de personas sin hogar, aunque no se registraron víctimas mortales. Siete años después, en 1968, un terremoto de magnitud 6,5 azotó la ciudad de Meckering, causando daños significativos.

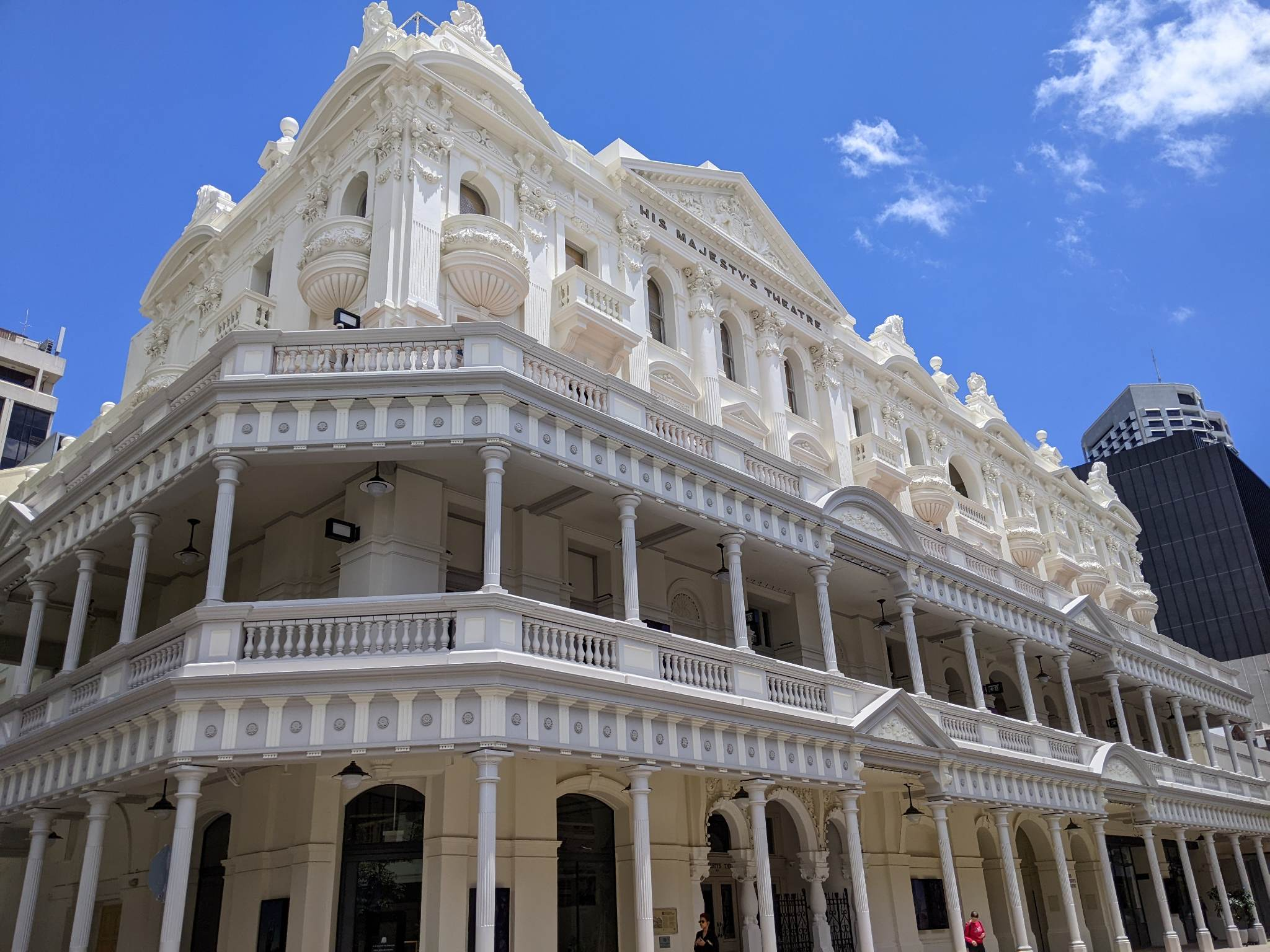
Vista del Teatro de Su Majestad (His Majesty's Theatre) en 2022

Las décadas de 1970 y 1980 estuvieron marcadas por una serie de cambios sociales y políticos. La edad mínima para votar se redujo a 18 años en 1972, y en 1984, Australia Occidental se convirtió en el último estado australiano en abolir la pena de muerte. Este período también vio el escándalo de WA Inc., donde acuerdos entre el gobierno estatal y empresarios privados llevaron a la pérdida de millones de dólares en fondos públicos. La investigación subsiguiente resultó en la condena y encarcelamiento de dos ex primeros ministros.
El siglo XXI comenzó con importantes cambios de gobierno y políticas progresistas. En 1997, el Parlamento de Australia Occidental emitió una disculpa formal a la generación robada. En 2017, el Partido Laborista liderado por Mark McGowan obtuvo una aplastante victoria electoral. Esta tendencia se reafirmó en 2021, cuando McGowan volvió a ganar las elecciones con un contundente triunfo, en gran parte debido a su estricta política fronteriza implementada para contener la propagación del COVID-19. Esta política, que cerró las fronteras del estado, generó un debate nacional y llevó a varios desafíos legales.

## Geografía
Australia Occidental limita al este con la longitud 129°E, el meridiano 129 grados al este de Greenwich, que define la frontera con Australia Meridional y el Territorio del Norte, y limita al oeste y al norte con el océano Índico. La Organización Hidrográfica Internacional (OHI) designa la masa de agua situada al sur del continente como parte del océano Índico; en Australia se denomina oficialmente océano Austral.

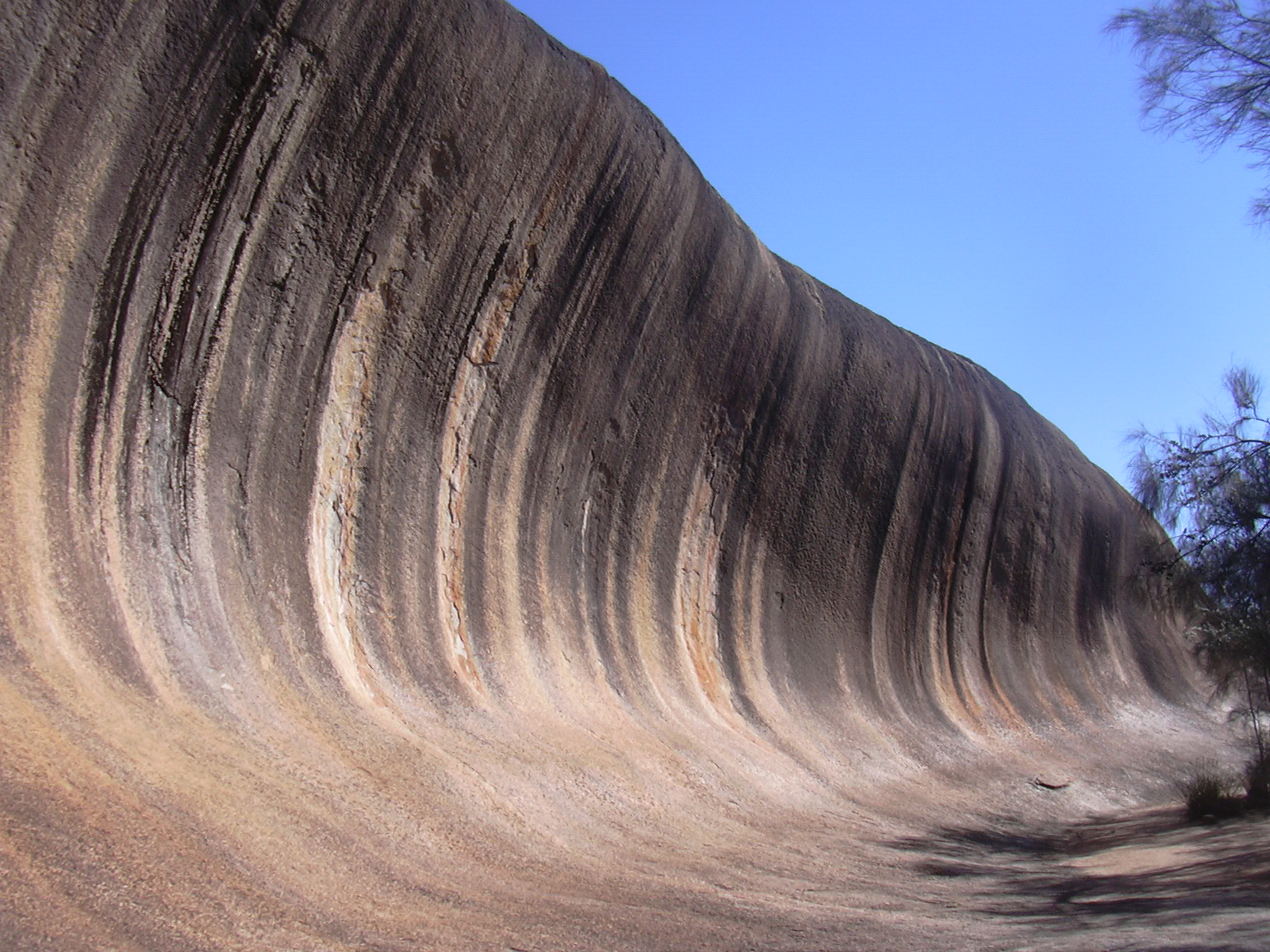
Wave Rock, al este de Perth.

La longitud total de la frontera oriental del estado es de 1862 km. Tiene 20 781 km de costa, incluidos 7.892 km de costa insular. La superficie total del estado es de 2,5 millones de km2.

### Geología
La mayor parte de Australia Occidental está formada por el antiquísimo cratón de Yilgarn y el cratón de Pilbara, que se fusionaron con la meseta del Decán de la India, Madagascar y los cratones de Kaapvaal y Zimbabue del sur de África, en el eón arcaico para formar Ur, uno de los supercontinentes más antiguos de la Tierra (hace entre 3000 y 3200 millones de años). En mayo de 2017, es posible que se hayan hallado pruebas de la vida terrestre más antigua conocida en depósitos de geiserita y otros minerales relacionados (que suelen encontrarse alrededor de fuentes termales y géiseres) de 3480 millones de años de antigüedad descubiertos en el cratón de Pilbara.

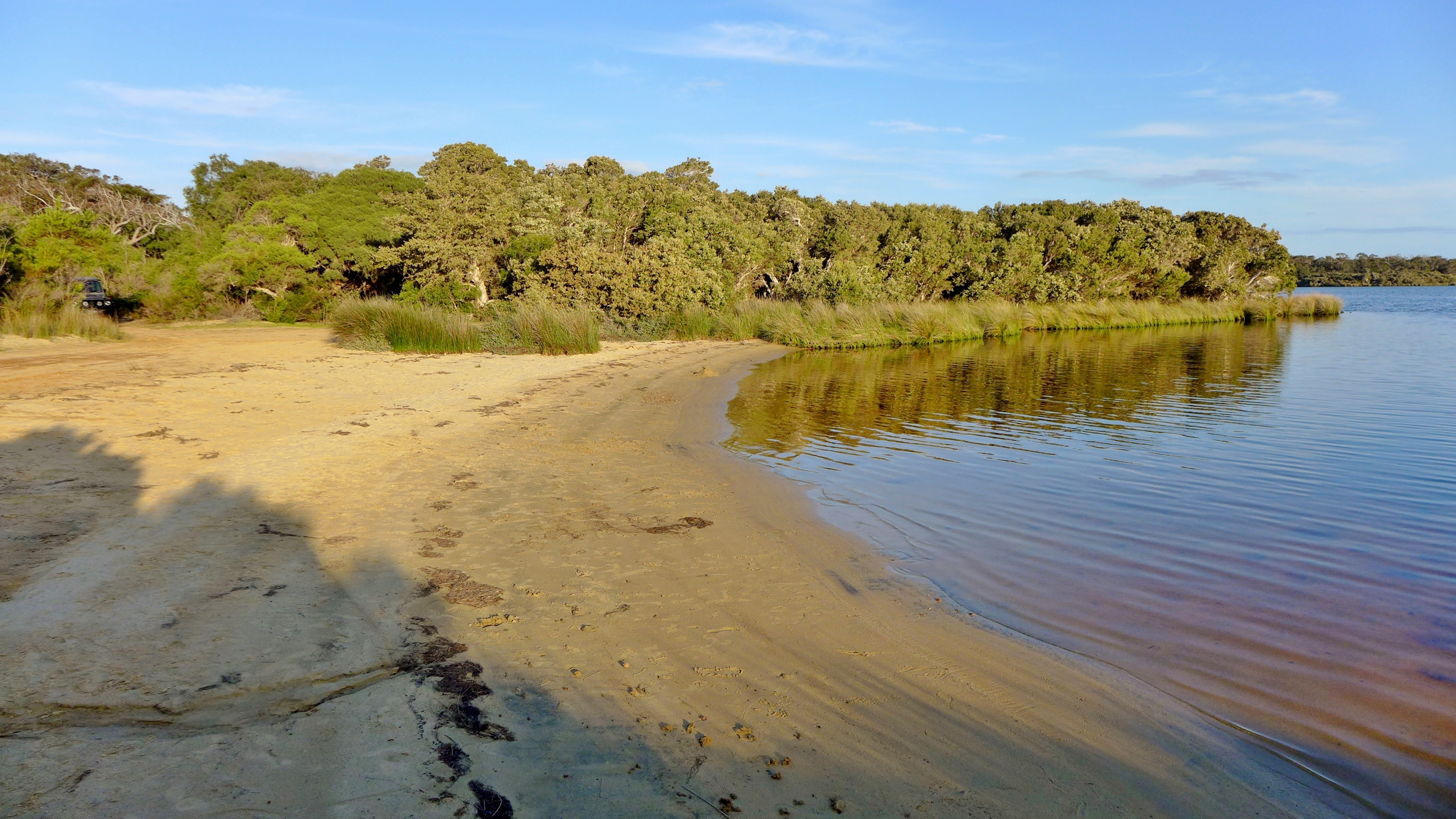
Playa Sandy, Australia Occidental

Debido a que la única formación montañosa desde entonces ha sido la de la cordillera Stirling con el desgarramiento desde la Antártida, la tierra está muy erosionada y es muy antigua, y ninguna parte del estado supera los 1245 metros AHD (en el monte Meharry, en la cordillera Hamersley de la región de Pilbara). La mayor parte del estado es una meseta baja con una altitud media de unos 400 metros, muy poco relieve y sin escorrentía superficial. Desciende de forma relativamente abrupta hasta las llanuras costeras, formando en algunos casos una escarpadura pronunciada.
La extrema antigüedad del paisaje ha hecho que los suelos sean notablemente infértiles y frecuentemente laterizados. Incluso los suelos derivados del lecho rocoso granítico contienen un orden de magnitud menos de fósforo disponible y sólo la mitad de nitrógeno que los suelos de climas comparables de otros continentes. Los suelos derivados de extensas llanuras arenosas o ironstone son aún menos fértiles, casi desprovistos de fosfato soluble y deficientes en zinc, cobre, molibdeno y, a veces, potasio y calcio.

### Clima

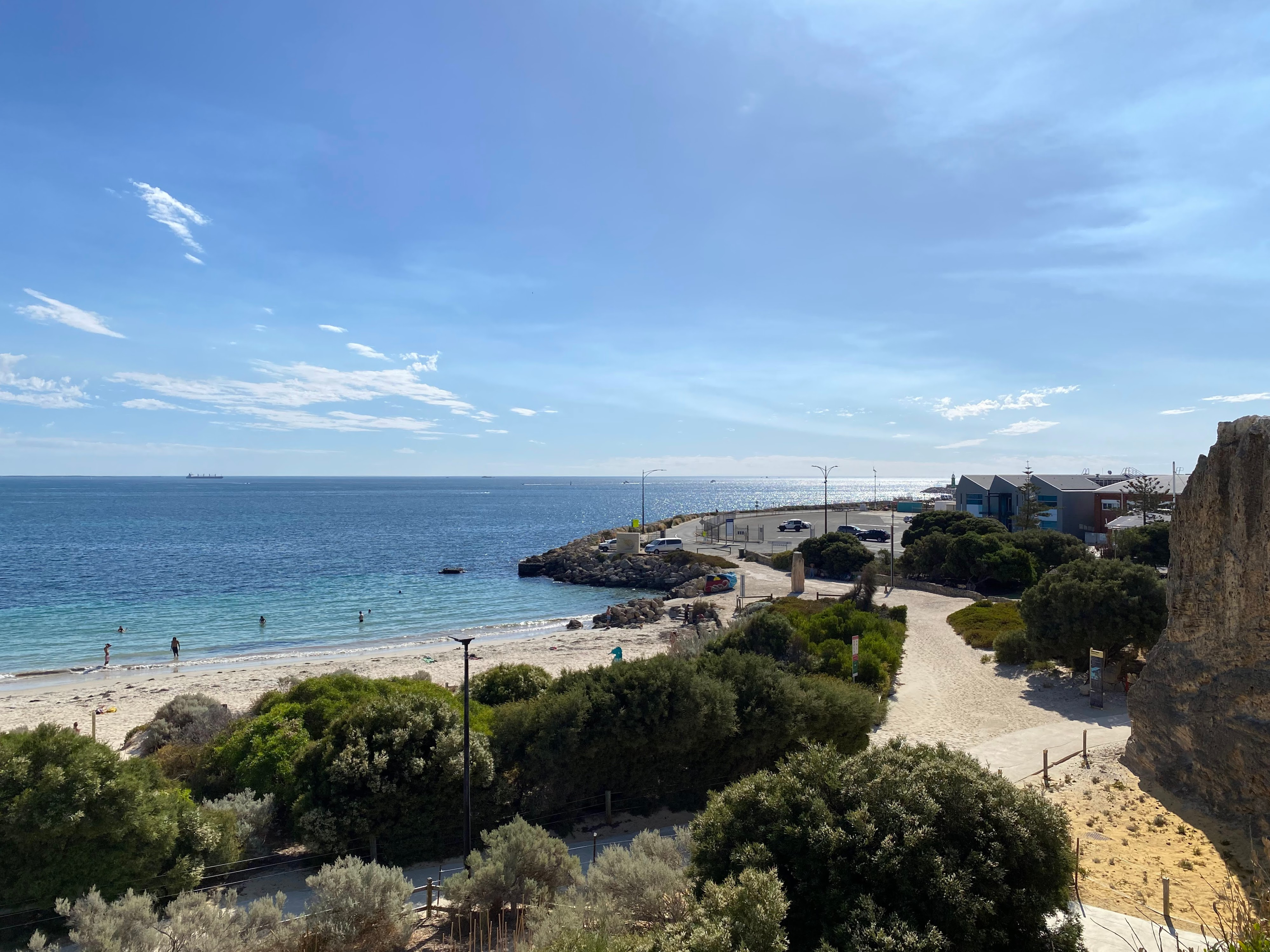
Playa Bathers

La zona costera del suroeste tiene un clima mediterráneo similar al de California, Estados Unidos. Originalmente estaba muy poblada de bosques, incluidos grandes rodales de karri, uno de los árboles más altos del mundo. Esta región agrícola es uno de los nueve hábitats terrestres más biodiversos, con una mayor proporción de especies endémicas que la mayoría de las regiones equivalentes. Gracias a la corriente de Leeuwin, la zona es una de las seis regiones con mayor biodiversidad marina y contiene los arrecifes de coral más meridionales del mundo.
La precipitación media anual varía de 300 milímetros en el límite de la región de Wheatbelt a 1400 milímetros en las zonas más húmedas cerca de Northcliffe, pero de noviembre a marzo, la evaporación supera a las precipitaciones, y en general es muy seca. Las plantas están adaptadas a esto, así como a la extrema pobreza de todos los suelos.
Los dos tercios centrales del estado son áridos y están escasamente habitados. La única actividad económica importante es la minería. La precipitación media anual es inferior a 300 milímetros, la mayoría de los cuales se producen en forma de lluvias torrenciales esporádicas relacionadas con ciclones en verano.

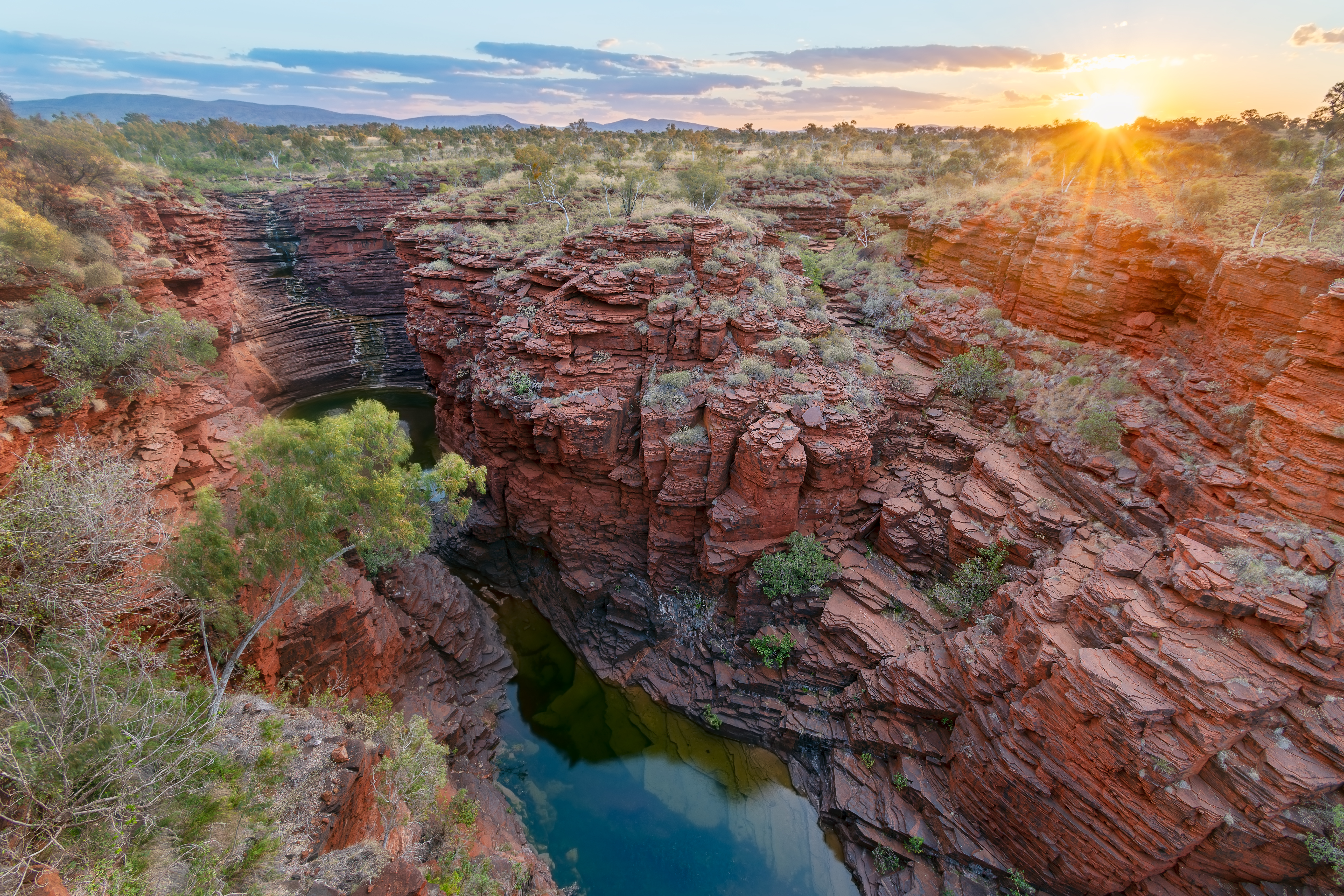
Garganta Joffre

La excepción son las regiones tropicales del norte. La región de Kimberley tiene un clima monzónico extremadamente cálido, con una precipitación media anual que oscila entre 500 y 1500 milímetros, pero hay una larga estación casi sin lluvias de abril a noviembre. El 85 % de la escorrentía del estado se produce en la región de Kimberley, pero debido a que se produce en violentas inundaciones y a la insuperable pobreza de los suelos, generalmente poco profundos, el único desarrollo ha tenido lugar a lo largo del río Ord.

La nieve es rara en el estado y normalmente sólo se produce en la cordillera de Stirling, cerca de Albany, ya que es la única cadena montañosa lo suficientemente al sur y elevada. Más raramente, puede nevar en la cercana cordillera de Porongurup. La nieve fuera de estas zonas es un acontecimiento importante; suele producirse en zonas montañosas del suroeste de Australia. La nevada en cotas bajas más extendida se produjo el 26 de junio de 1956, cuando se registraron nevadas en Perth Hills, tan al norte como Wongan Hills y tan al este como Salmon Gums. Sin embargo, incluso en la cordillera Stirling, las nevadas rara vez superan los 5 cm y rara vez se asientan durante más de un día.

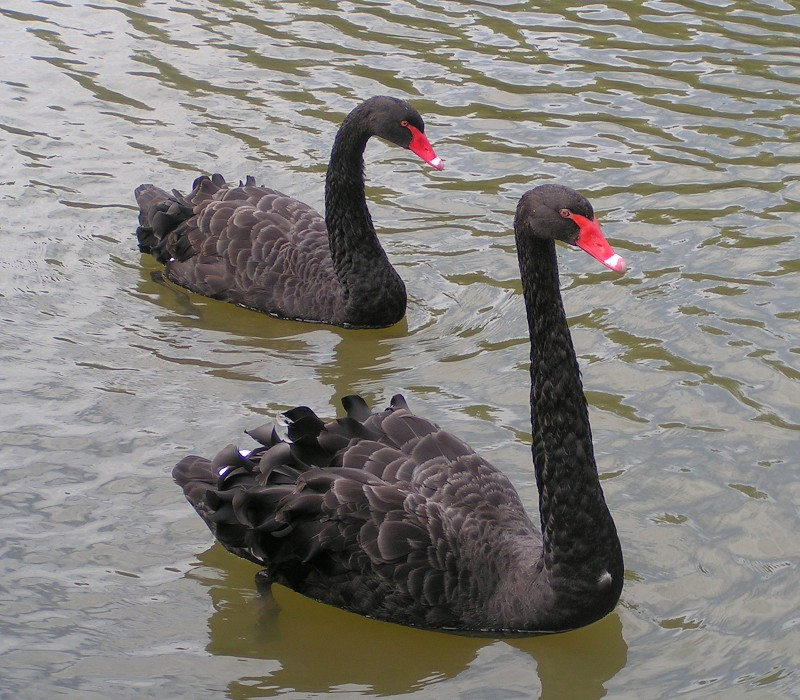
El cisne negro es el ave emblema de Australia Occidental.

La temperatura máxima observada de 50,7 °C se registró en Onslow el 13 de enero de 2022. La temperatura más baja registrada fue de -7,2 °C en el Observatorio de Aves de Eyre el 17 de agosto de 2008.

### Flora y fauna
Australia Occidental alberga unas 630 especies de aves (dependiendo de la taxonomía utilizada). De ellas, unas 15 son endémicas del estado. Las mejores zonas para las aves son el extremo suroeste del estado y los alrededores de Broome y Kimberley.
La flora de Australia Occidental comprende 10 162 especies de plantas vasculares autóctonas publicadas, junto con otras 1196 especies reconocidas actualmente pero no publicadas. Se encuentran en 1543 géneros de 211 familias; también hay 1276 especies de plantas exóticas o invasoras naturalizadas, más comúnmente conocidas como malas hierbas. En la región suroeste se encuentran algunas de las mayores cantidades de especies vegetales del mundo para su zona.
Las ecorregiones de Australia Occidental incluyen los desfiladeros de arenisca de Kimberley en la costa norte, y por debajo la sabana tropical más seca de Victoria Plains en el interior, y los matorrales semidesérticos de Pilbara, los matorrales xéricos de Carnarvon y los matorrales de mulga de Australia Occidental al suroeste. Hacia el sur, a lo largo de la costa, se encuentran la sabana del Suroeste de Australia y la llanura costera de Swan, alrededor de Perth, con el bosque de jarrah-karri y los matorrales en el extremo suroeste de la costa, alrededor de la zona vinícola de Margaret River. Hacia el este, a lo largo de la costa del Océano Antártico, se encuentra la región de Goldfields-Esperance, que incluye el mallee de Esperance y los bosques de Coolgardie, en el interior, alrededor de la ciudad de Coolgardie. Los desiertos ocupan el interior, incluidos el Gran Desierto Arenoso, el desierto de Gibson, el gran desierto de Victoria y la llanura de Nullarbor.
En 1831, el botánico escocés Robert Brown elaboró un documento científico: General view of the botany of the vicinity of Swan River. En él analiza la vegetación de la antigua colonia del Río Swan.

## Demografía

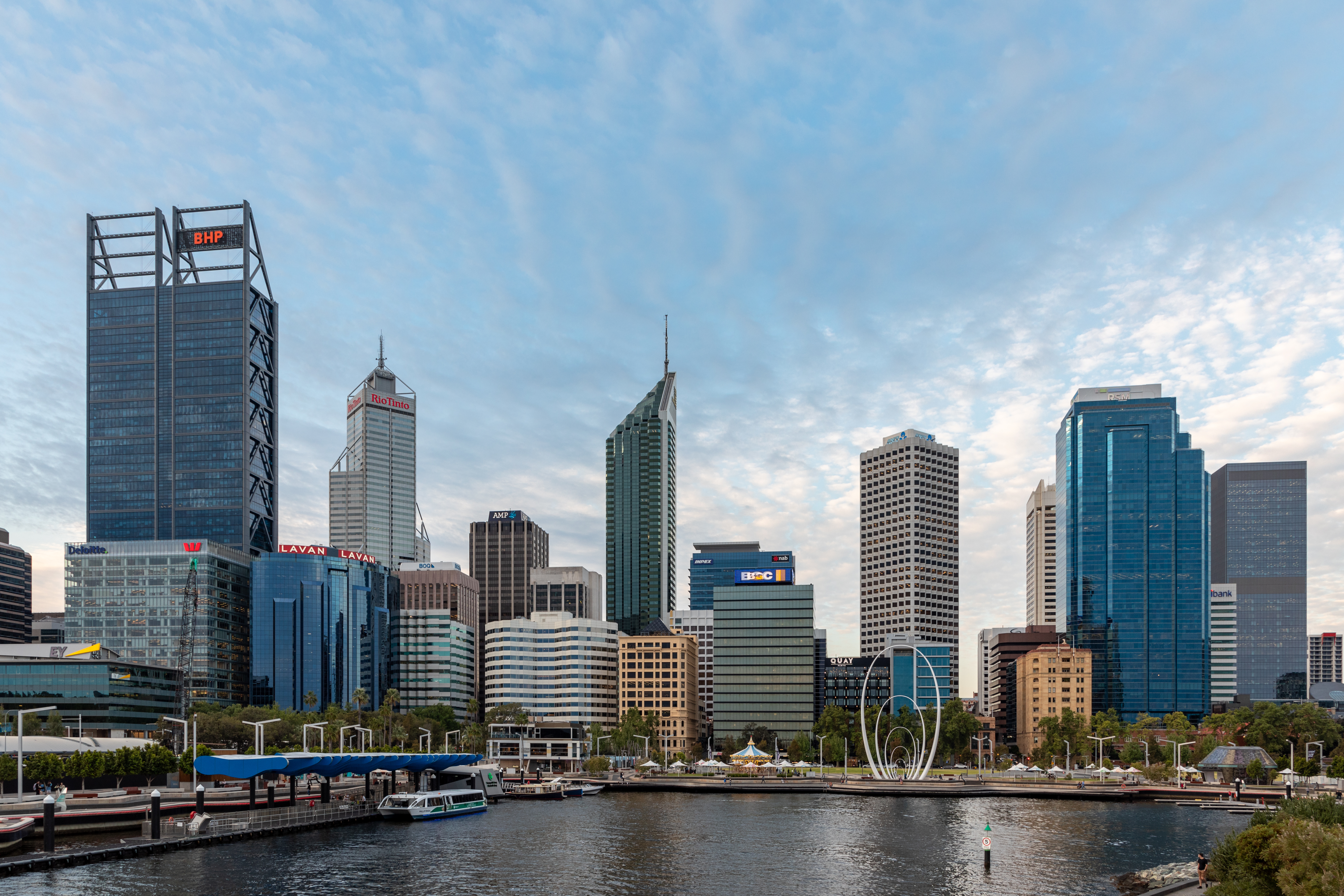
Perth es la capital y la ciudad más grande de Australia Occidental. En su área metropolitana vive el 79 % de la población del estado.

Los europeos empezaron a asentarse de forma permanente en 1826, cuando Gran Bretaña reclamó Albany para adelantarse a las pretensiones francesas sobre el tercio occidental del continente. Perth fue fundada en 1829 por colonos británicos e irlandeses con el nombre de colonia del Río Swan, aunque el puesto languideció. Sus funcionarios acabaron solicitando mano de obra de convictos para aumentar su población. En la década de 1890, la inmigración interestatal, consecuencia del auge minero de la región de Goldfields, provocó un fuerte aumento de la población.
Australia Occidental no recibió flujos significativos de inmigrantes procedentes de Gran Bretaña, Irlanda u otros lugares del Imperio británico hasta principios del siglo XX. En esa época, sus proyectos locales -como el Group Settlement Scheme de la década de 1920, que animaba a los agricultores a asentarse en el suroeste- aumentaron la conciencia del tercio occidental de Australia como destino para colonos.

Crecimiento demográfico de Australia Occidental (1829-2010).

Liderada por los inmigrantes de las islas británicas, la población de Australia Occidental se desarrolló a un ritmo más rápido durante el siglo XX que antes. Tras la Segunda Guerra Mundial, tanto los estados orientales como Australia Occidental recibieron un gran número de italianos, croatas y macedonios. A pesar de ello, Gran Bretaña ha aportado el mayor número de inmigrantes hasta la actualidad. Australia Occidental -especialmente Perth- tiene la mayor proporción de nacidos en Gran Bretaña de todos los estados: 10,3 % en 2011, frente a una media nacional del 5,1 %. Este grupo está muy concentrado en determinadas zonas, donde representan una cuarta parte de la población.
Según estimaciones de la Oficina Australiana de Estadística, en 2022 Australia Occidental tenía una población aproximada de 2 805 000, y supone un crecimiento de aproximadamente 50 400 habitantes, o un 1,8 % respecto al año anterior. El área metropolitana de Perth (incluida Mandurah) tenía una población estimada de 2 043 138 habitantes en junio de 2017 (el 79 % del estado). Otros núcleos de población significativos son Bunbury (73 989), Geraldton (37 961), Kalgoorlie-Boulder (30 420), Albany (33 998), Karratha (16 446), Broome (14 501) y Port Hedland (14 285).

### Ascendencia e inmigración
Según el censo de 2016, las ascendencias más nombradas fueron:
- Inglés (40.7%)
- Australiano (33.2%)[N 1]
- Irlandés (9.8%)
- Escocés (9.4%)
- Italiano (5.4%)
- Chino (4.5%)
- Alemán (3.2%)
- Indígena (3.1%)[N 2]
- Indio (3%)
- Neerlandés (2.1%)
- Filipino (1.6%)
- Neozelandés (1.4%)
- Sudafricano (1.3%)
- Maorí (1.2%)

### Idioma
En el censo de 2016, el 75,2 % de los habitantes solo hablaba inglés en casa, y los siguientes idiomas más comunes eran el mandarín (1,9 %), el italiano (1,2 %), el vietnamita (0,8 %), el cantonés (0,8 %) y el tagalo (0,6 %).

### Religión
Según el censo de 2021, el cristianismo es la principal afiliación religiosa, seguida por el 41,1 % de su población. En 1971, el cristianismo era seguido por el 85,5 % de la población y ha ido disminuyendo desde entonces, mientras que el porcentaje de personas que se identifican como sin afiliación religiosa ha aumentado del 8,7 % en 1971 al 42,9 % en 2021. Una pequeña minoría de la población son musulmanes (2,5 %), budistas (2,2 %) e hindúes (2,0 %).

## Economía
Según datos del gobierno, el producto estatal bruto de Australia Occidental fue de AUD 361 800 millones en el período 2020–21, el 17,5 % del producto interior bruto de Australia. La renta per cápita del estado fue de AUD 135 479 en el mismo período, un 68 % por encima del PIB per cápita de Australia, que fue de AUD 80 461. La tasa de desempleo fue del 2,9 % en abril de 2022.

### Historia económica

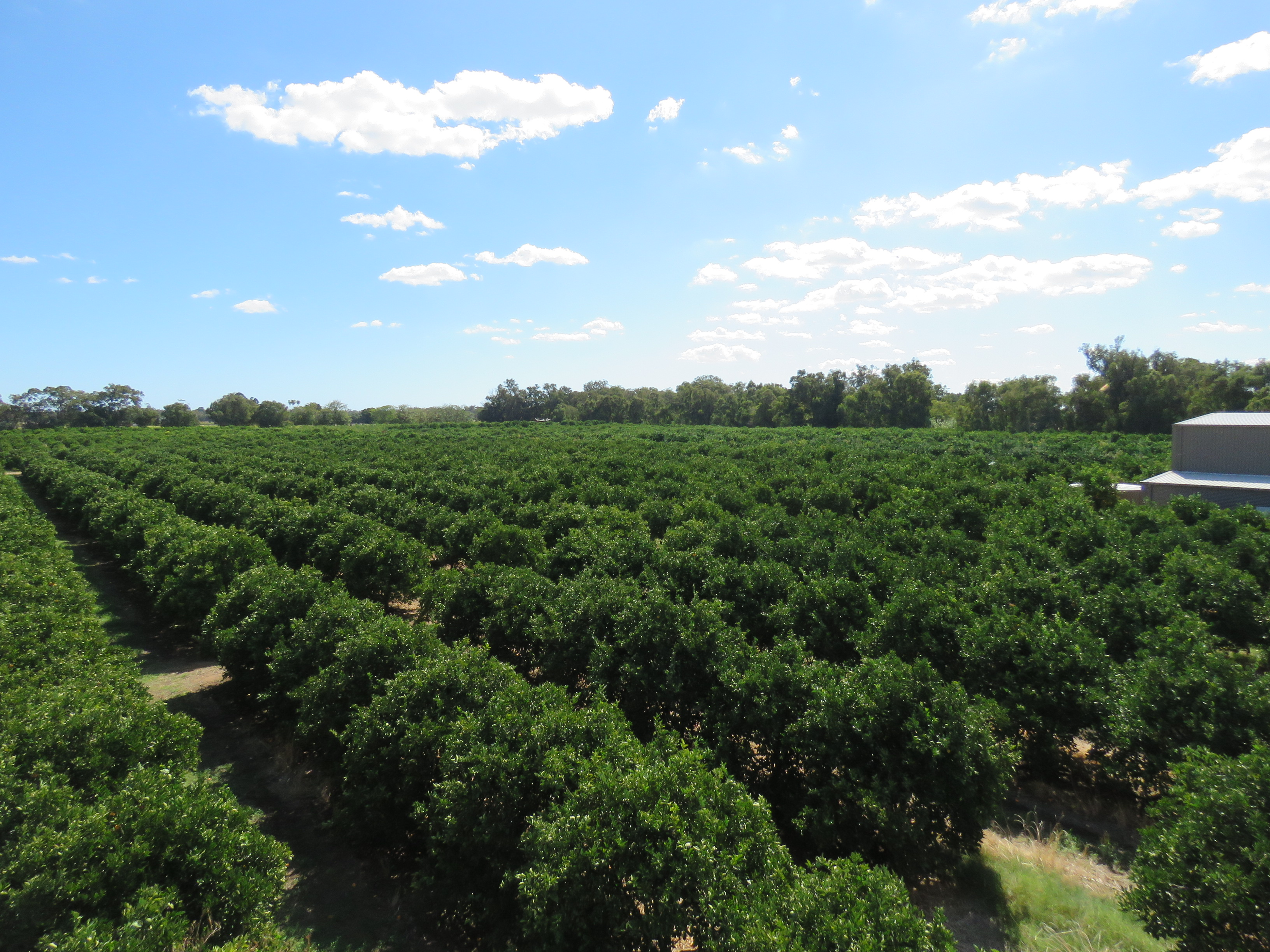
Huerto en Harvey River Estate, Harvey, Australia Occidental.

El Gobierno británico fundó la colonia del río Swan en 1829 con la intención de establecer una colonia basada en la agricultura y la ganadería. La mala calidad de la tierra, especialmente en la región cercana a la costa, y la insuficiencia de mano de obra e infraestructuras dificultaron la expansión de la economía.
La colonia del río Swan no estaba destinada a ser una colonia penal, pero en 1848 se solicitó la introducción de convictos procedentes de Gran Bretaña para proporcionar la mano de obra y los ingresos que tanto necesitaba el gobierno británico. Estos debían ser hombres, por lo que también se financió un programa de inmigración para corregir el desequilibrio de género. Antes de esto, la población y la economía se habían estancado. En 1870, la población europea se había triplicado y alcanzaba los 20 000 habitantes, de los cuales aproximadamente la mitad eran convictos. Esto permitió el establecimiento de pequeñas industrias y redujo la dependencia de las importaciones. La nueva mano de obra se utilizó en nuevas obras públicas. La colonia comenzó a alcanzar un mayor nivel de independencia financiera.
El descubrimiento de oro en este periodo también aumentó la población. La migración desde los estados del este, donde existía una recesión económica tras la fiebre del oro, y desde el extranjero aumentó considerablemente. Aunque gran parte de los ingresos generados fueron retenidos por la corona británica, algunos se destinaron a la creación de infraestructuras en el estado. Se fundaron nuevas ciudades, Coolgardie y Kalgoorlie, en los yacimientos auríferos, y la remota ciudad norteña de Roebourne y su puerto, Cossack, se vieron impulsados por el auge económico asociado. La ciudad de Perth y el puerto de Fremantle, en Australia Occidental, también se vieron revitalizados por la nueva economía.

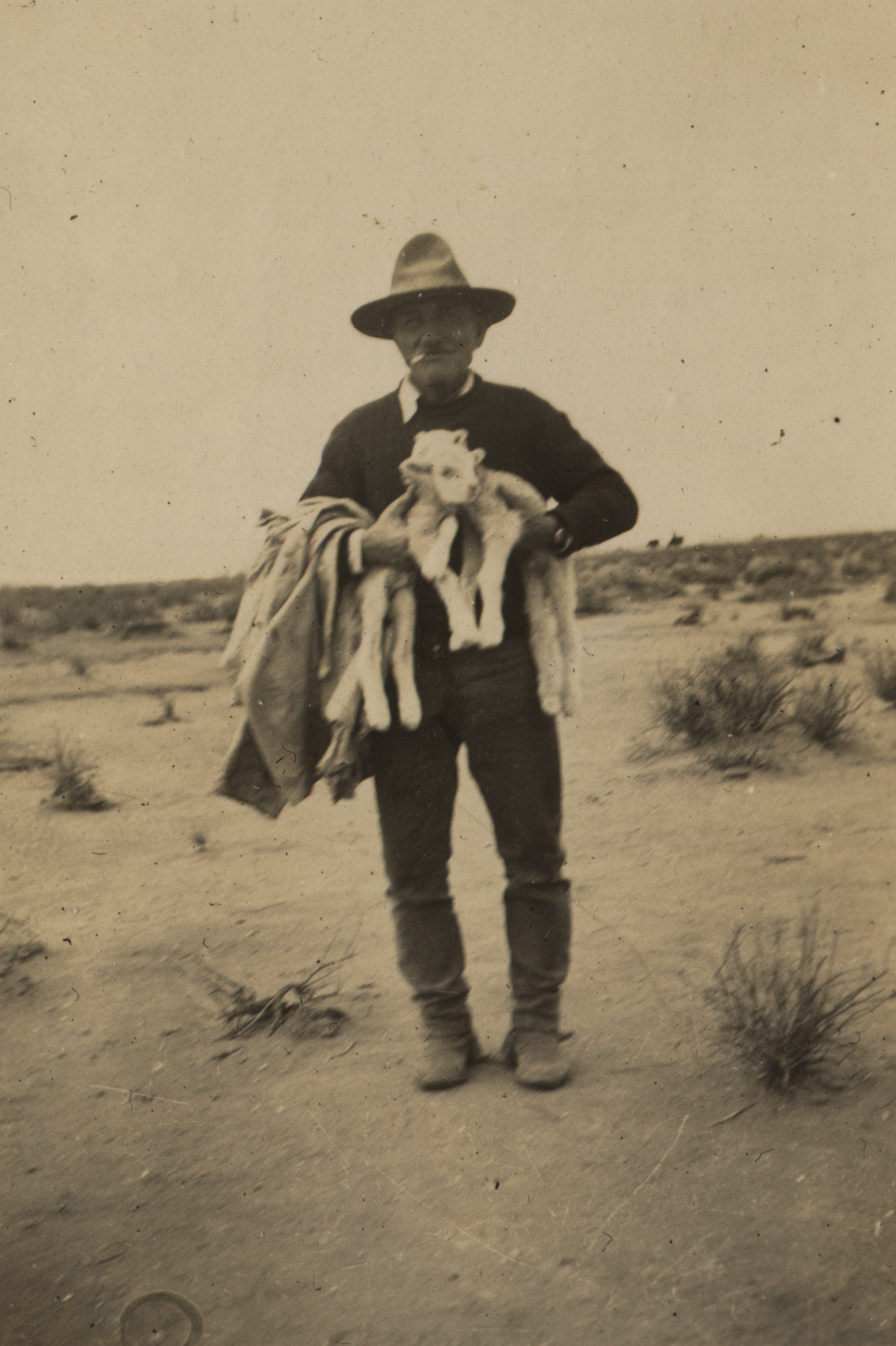
Hombre con dos corderos, posiblemente en la estación Wooramel, Australia Occidental en 1939

La Primera Guerra Mundial (1914-1918) tuvo un impacto disruptivo en el desarrollo económico. Las condiciones de la guerra garantizaron precios altos para los productos agrícolas, pero también crearon presiones inflacionarias y escasez de mano de obra, mientras que la finalización del enlace ferroviario transcontinental en 1917 puso de relieve la creciente integración en la economía nacional y la disminución de la dependencia de Gran Bretaña.
En 1919, el gobierno estatal trató de reanudar el crecimiento económico mediante la introducción del asentamiento de soldados en la región suroeste. Sin embargo, el entusiasmo inicial decayó ante las dudas sobre la viabilidad del programa propuesto, mientras que los disturbios laborales suscitaron inquietudes sobre la capacidad del gobierno estatal para gestionar este programa. [cita requerida] Sin desanimarse, el gobierno nacionalista de James Mitchell siguió adelante. De hecho, el entusiasmo de Mitchell era tal que sus detractores pronto lo apodaron «Moo-Cow» Mitchell. Desgraciadamente, el asentamiento de soldados pronto se topó con problemas, le costó al estado más de 5 millones de libras y provocó la derrota del gobierno de Mitchell en las urnas en 1924.
Dada la importancia económica de la agricultura y las deudas contraídas en la década de 1920, no es de extrañar que la Gran Depresión tuviera un gran impacto en Australia Occidental. La caída de los precios de los productos agrícolas afectó duramente a las zonas agrícolas, lo que provocó una mayor caída de la demanda, un aumento del desempleo y muchas dificultades. Solo después de que el gobierno laborista de Philip Collier aceptara el Plan del Primer Ministro y los precios agrícolas comenzaran a subir, la economía se recuperó. Aun así, el desempleo en Australia Occidental no bajó del 10 % hasta el estallido de la guerra en 1939.
El período de posguerra fue testigo de un crecimiento sostenido de la economía de Australia Occidental. El exitoso desarrollo económico culminó finalmente en 1971 con la decisión de la Comisión Australiana de Subvenciones de eliminar la designación de Australia Occidental como estado «reclamante». A principios del siglo XXI, Australia Occidental ya no era considerada como el «estado Cenicienta» de la Commonwealth australiana, sino como el centro de las industrias minera y ganadera y el núcleo del auge de las exportaciones.

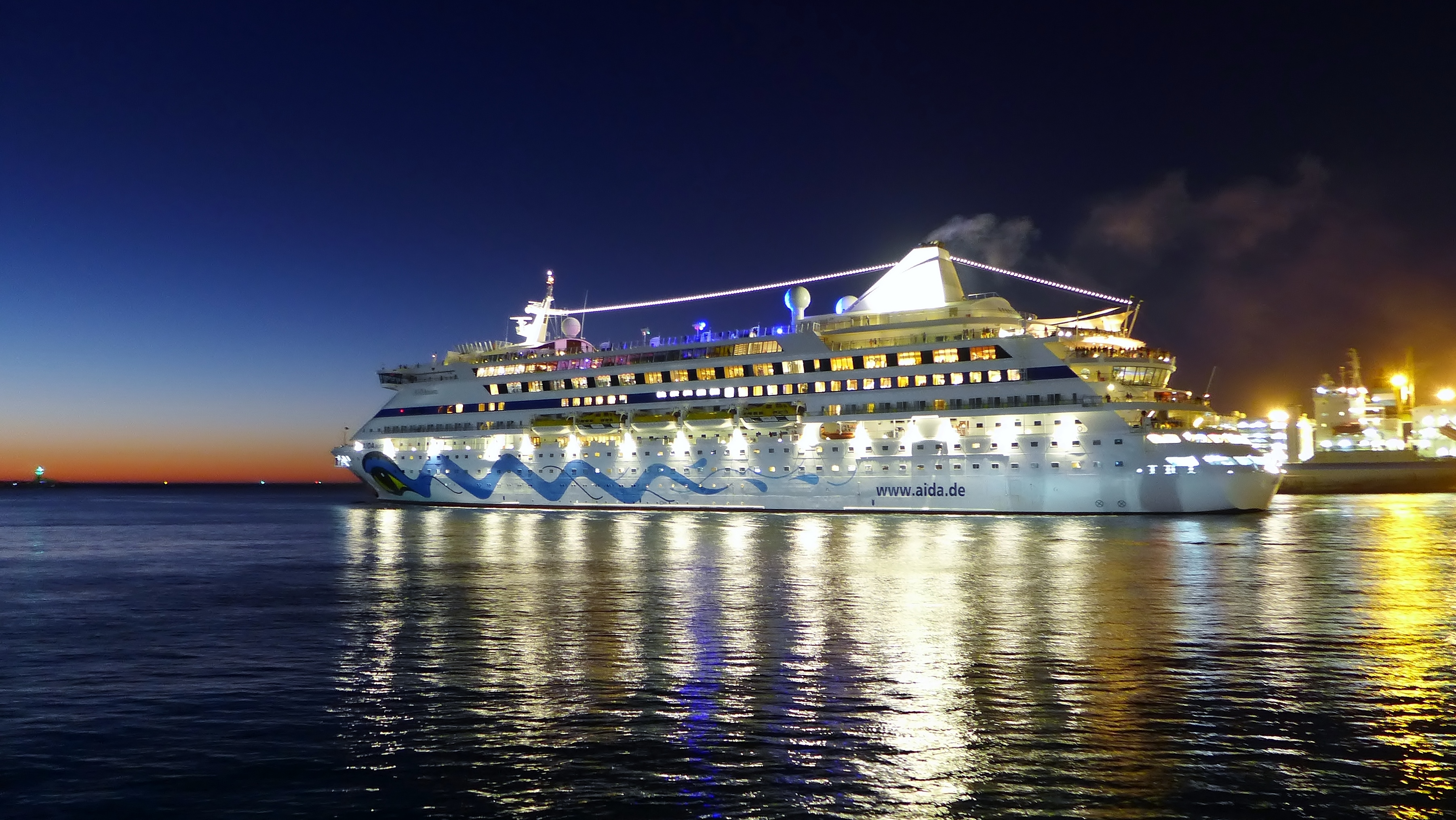
El crucero AIDAaura zarpando del puerto interior del puerto de Fremantle, Australia Occidental, en su travesía alrededor del mundo en 2018

Durante el período inmediatamente posterior a la guerra, Australia Occidental se benefició enormemente de la rápida expansión de la participación federal en la economía. La creación de Trans Australia Airlines (TAA), la nacionalización de Qantas y el establecimiento de una línea naviera nacional garantizaron un gran fortalecimiento de las conexiones de transporte con los demás estados. La puesta en marcha de un programa de migración masiva en 1946 bajo el lema «poblar o perecer» alivió la escasez de mano de obra e impulsó el crecimiento de la población de Australia Occidental. El acuerdo federal de vivienda de 1947 permitió al gobierno estatal llevar a cabo un programa de construcción y ampliación de viviendas públicas que duplicó el tamaño del área metropolitana de Perth entre 1945 y 1960. Por último, el éxito del gobierno de Ross McLarty a la hora de atraer inversión extranjera culminó con la firma de un acuerdo con BP para establecer una refinería de petróleo en la nueva zona industrial de Kwinana (al sur de Fremantle).
Gran parte del desarrollo económico de los años sesenta y setenta fue patrocinado por inversores japoneses, especialmente en el sector del mineral de hierro, mientras que las inversiones estadounidenses y británicas se mantuvieron centradas en los sectores ganadero, agrícola y de la construcción. A partir de la década de 1990, China emergió como un importante mercado para los productos de Australia Occidental y como un inversor potencial. El gobierno estatal y federal continuó con las grandes obras públicas a pesar de algunos indicios de mala administración local durante los años de «WA Inc» a finales de la década de 1980. Así, a principios del siglo XXI se completó el proyecto del río Ord en el noroeste y se produjo una rápida expansión de las redes ferroviarias y de autopistas metropolitanas de Perth.
En 2003, el gobierno estatal lanzó la campaña «Buy WA First» (Compra primero en Australia Occidental) para apoyar la economía del estado.

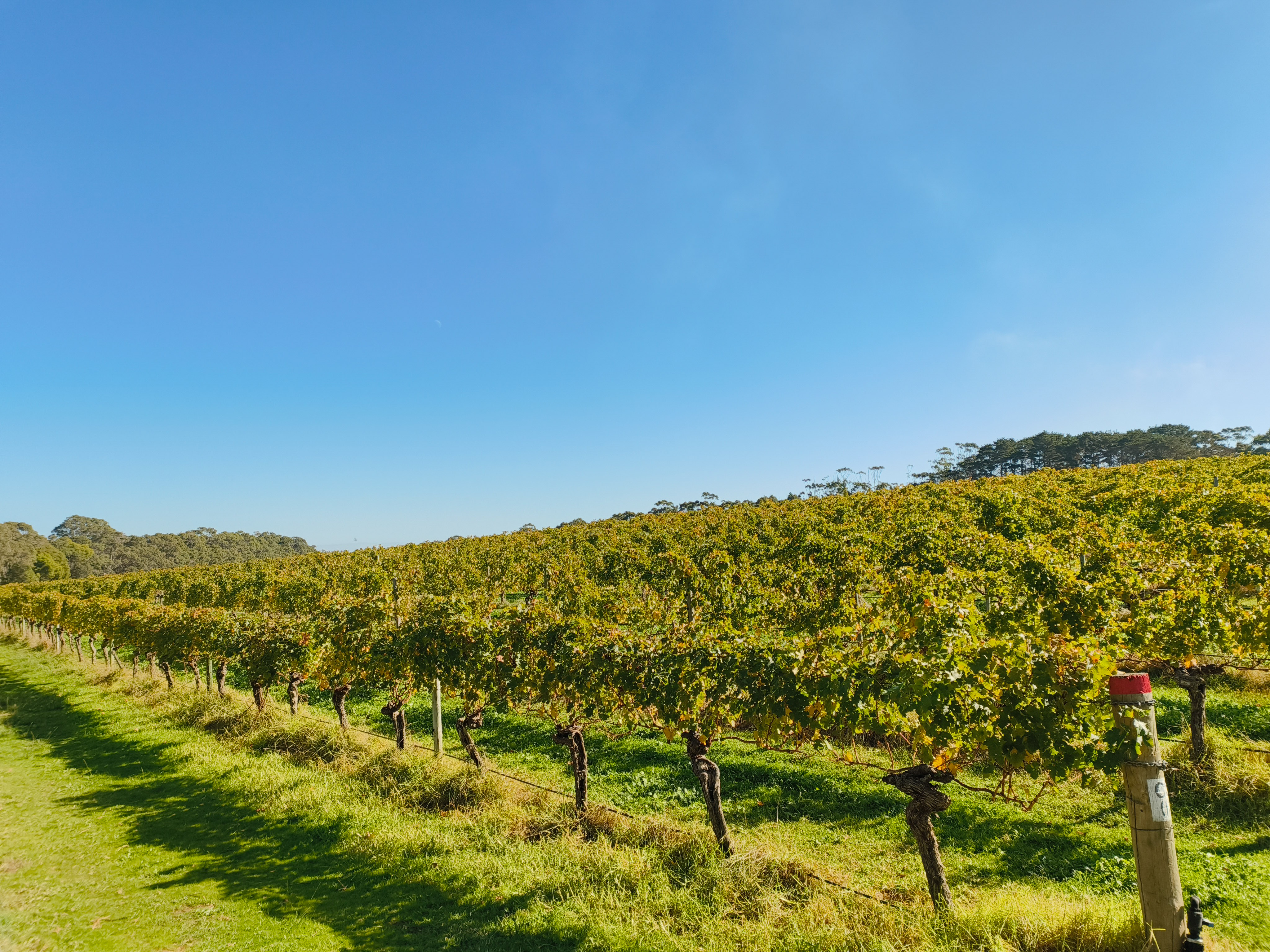
Viñedos del Cabo Mentelle en mayo de 2025

### Sector primario
La producción agrícola de Australia Occidental contribuye de forma importante a la economía estatal y nacional. Aunque tiende a ser muy estacional, en el período 2010-2019 la producción de trigo del estado ha promediado casi 10 millones de toneladas (2816 millones de dólares en 2019), lo que representa la mitad del total nacional y proporciona entre 2000 y 3000 millones de dólares en ingresos de exportación.
Otras producciones agrícolas importantes son la lana, la carne de vacuno, el cordero, la cebada, la colza, los altramuces, la avena y las legumbres. La demanda de animales vivos procedentes de Australia Occidental es elevada, sobre todo en los cebaderos del sudeste asiático y en los países de Oriente Medio, donde las leyes dietéticas islámicas y la falta de instalaciones de almacenamiento y refrigeración favorecen a los animales vivos frente a las importaciones de carne procesada. Aproximadamente la mitad de las exportaciones australianas de ganado vivo proceden de Australia Occidental.
El crecimiento del sector de los recursos en los últimos años ha provocado una importante escasez de mano de obra cualificada, lo que ha llevado al gobierno estatal a fomentar la inmigración interestatal y extranjera.

Australia Occidental cuenta con una importante industria pesquera. Entre los productos destinados al consumo local y a la exportación destacan las langostas de roca occidentales, los langostinos, los cangrejos, el tiburón y el atún, así como la pesca de perlas en la región de Kimberley del estado. La transformación se realiza a lo largo de la costa occidental. La caza de ballenas fue una industria marina clave, pero cesó en Albany en 1978.

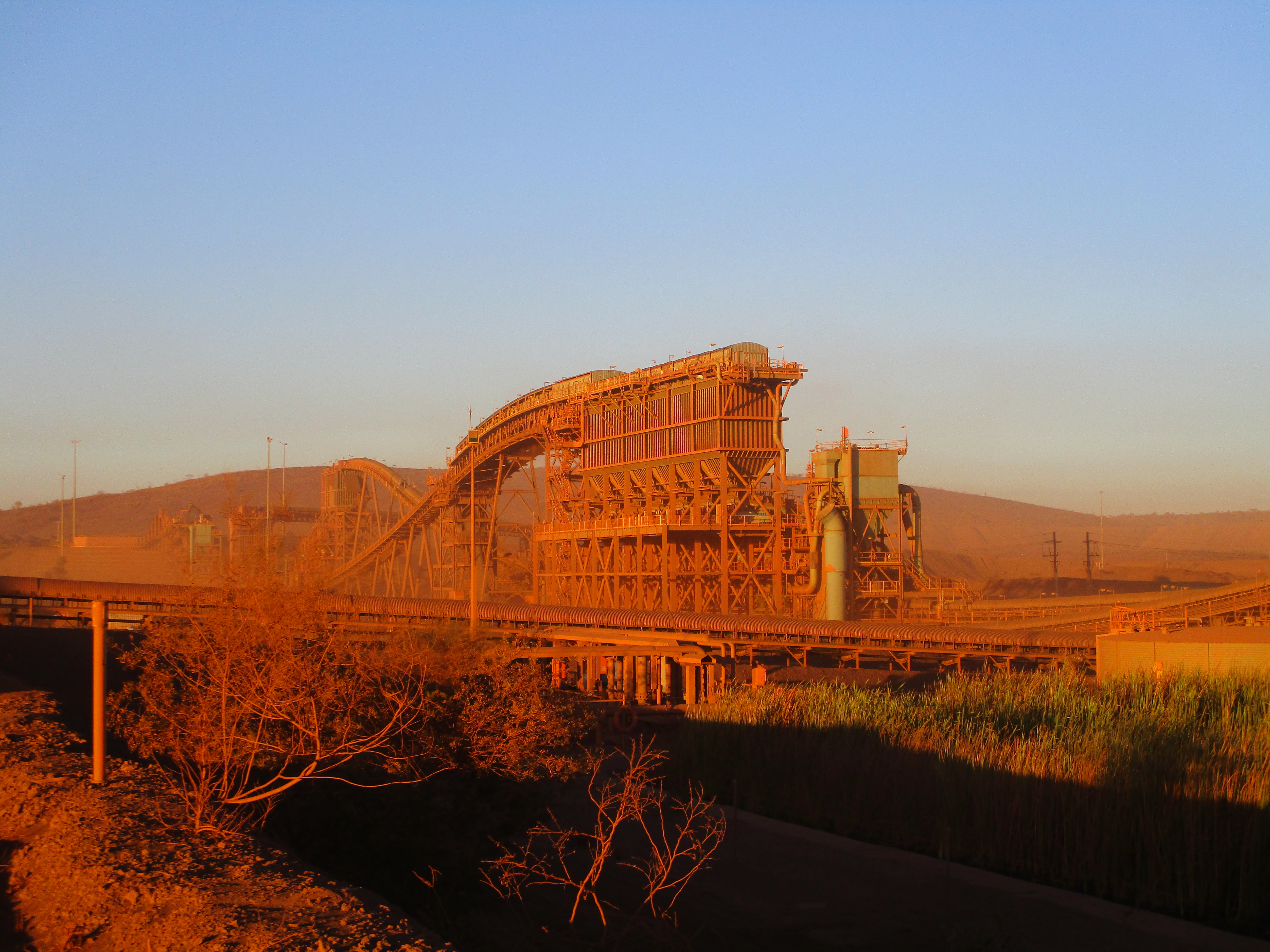
Brockman 4, una mina de hierro en la región de Pilbara.

Australia Occidental posee las mayores plantaciones del mundo tanto de sándalo indio (norte del estado) como de sándalo australiano (regiones semiáridas), que se utilizan para producir aceite de sándalo e incienso. La industria del sándalo de Australia Occidental abastece aproximadamente el 40% del mercado internacional de aceite de sándalo.

### Minería
En 2019, las exportaciones al extranjero de Australia Occidental representaron el 46 % del total nacional. Entre las principales materias primas de exportación del estado se encontraban el mineral de hierro, el petróleo, el oro, la alúmina, el níquel, el trigo, el cobre, el litio, los productos químicos y las arenas minerales.
Australia Occidental es el mayor productor mundial de mineral de hierro (32 % del total mundial) y extrae el 67 % (6 % de la producción mundial) de las 324 toneladas de oro de Australia. Es uno de los principales productores mundiales de bauxita, que se transforma en alúmina en cuatro refinerías que aportan el 11 % de la producción mundial total. Los diamantes se extraen en la mayor mina del mundo, en el extremo norte de la región de Kimberley. El carbón extraído en Collie es el principal combustible para la generación de electricidad en el suroeste del estado.

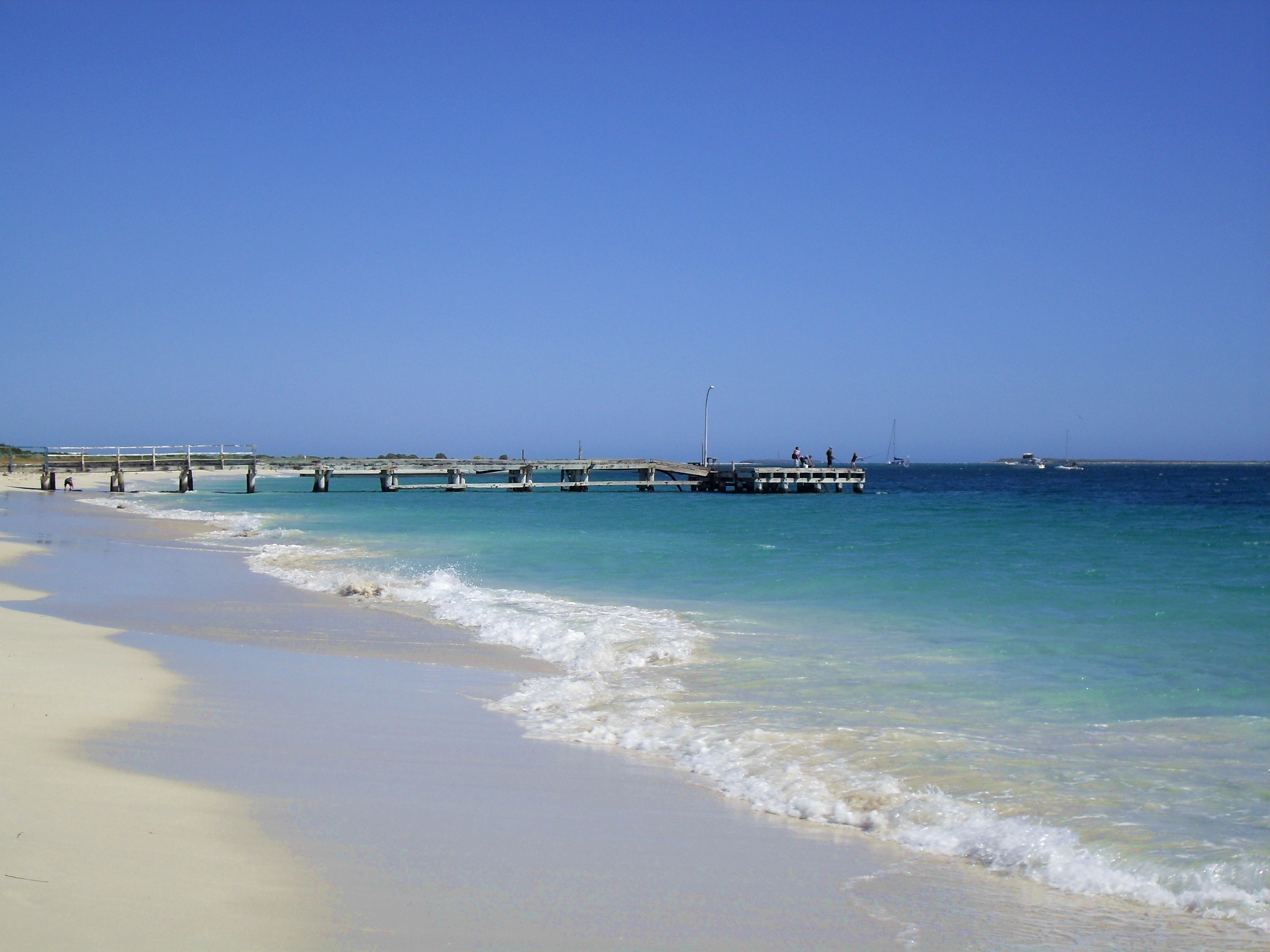
La Playa Cervantes, Australia Occidental

### Turismo
En los últimos años, el turismo ha cobrado mayor importancia, con un número significativo de visitantes al estado procedentes del Reino Unido (27,8 %), otros países europeos (13,6 %), Singapur (16,5 %), Japón (10,1 %) y Malasia (8,3 %). Los turistas procedentes de China aumentaron un 50 % entre 2011 y 2012, pasando de 22 000 a 33 000. Los ingresos procedentes del turismo son un importante motor económico en muchos de los núcleos de población más pequeños fuera de Perth, especialmente en las localidades costeras.
El número total de visitantes internacionales a Australia Occidental está aumentando por encima de la media nacional: en el año que finalizó en junio de 2011, hubo 735 900 visitantes internacionales, lo que supone un crecimiento del 5,3 % para Australia Occidental, frente al 3,4 % a nivel nacional. Gastaron en total 1940 millones de dólares australianos, un 9,4 % más que el año anterior, frente a una tasa de crecimiento media nacional del 4,3 %. 

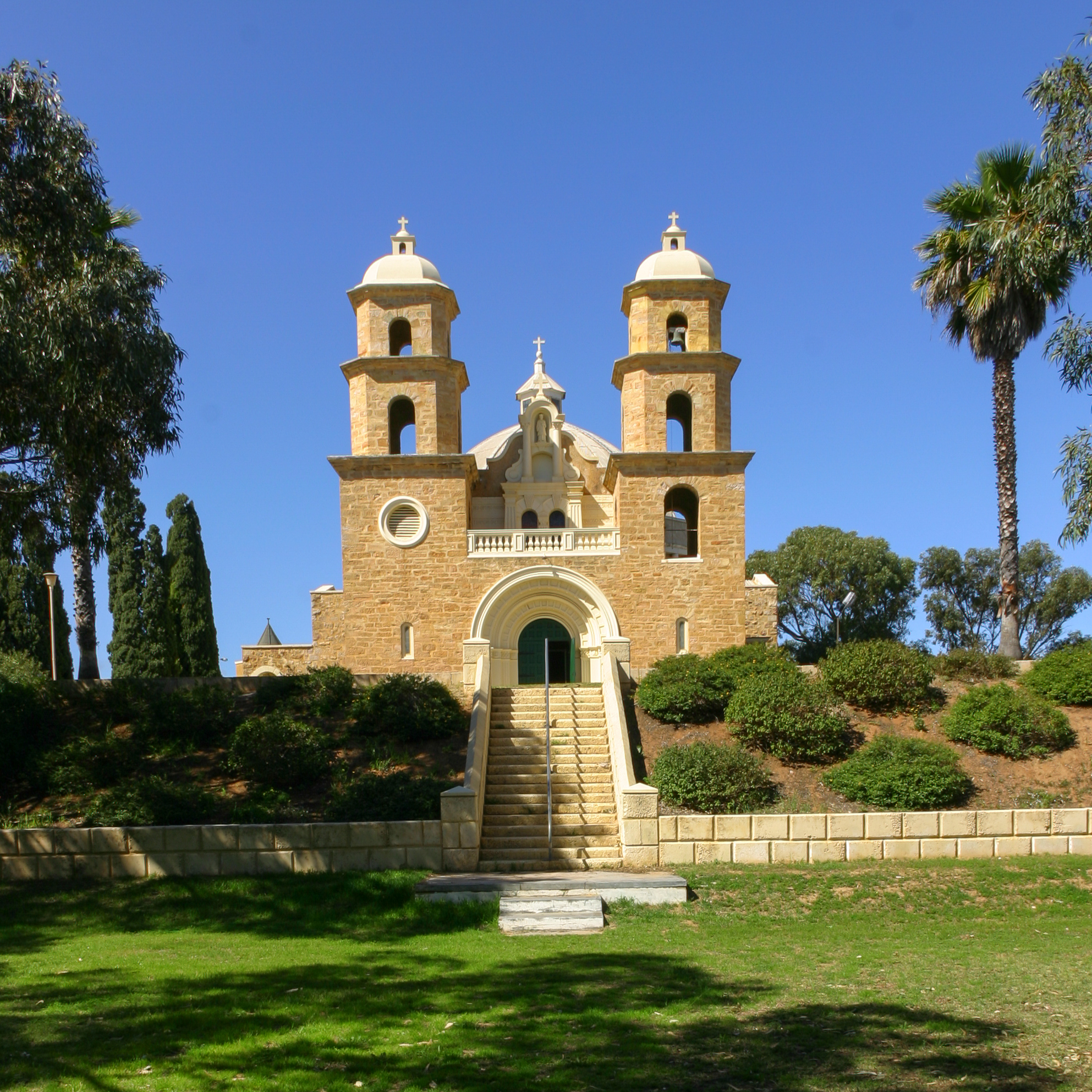
Catedral de San Francisco Javier en Geraldton

Además, las pernoctaciones de los visitantes internacionales aumentaron un 5,6 % (+3,8 % a nivel nacional), con un incremento del 22 % en los visitantes internacionales de negocios (121 400 personas). El mayor aumento en el número de visitantes internacionales procedió de Indonesia (+26,4 %), Estados Unidos (+23,0 %), Nueva Zelanda (+19,9 %) y Malasia (+15,5 %). Los mayores descensos en el número de visitantes a Australia Occidental por países se registraron en Corea (-25,7 %), Sudáfrica (-21,1 %), Países Bajos (-17,9 %) y Canadá (-14 %).
En total, Australia Occidental recibió aproximadamente 7 000 000 de visitantes que pernoctaron en el estado durante el año que finalizó en diciembre de 2012, de los cuales 5 160 000 procedían del interior del estado, 1 112 000 de otros estados y 760 800 del extranjero, lo que supuso un valor total de aproximadamente 6000 millones de dólares australianos para la industria turística de Australia Occidental.

## Política y Gobierno
Australia Occidental obtuvo el autogobierno en 1890 con un parlamento bicameral ubicado en Perth, compuesto por la Asamblea Legislativa (o Cámara Baja), que tiene 59 miembros; y el Consejo Legislativo (o Cámara Alta), que tiene 36 miembros. El sufragio es universal y obligatorio para los ciudadanos mayores de 18 años.

Con la federación de las colonias australianas en 1901, Australia Occidental se convirtió en un estado dentro de la estructura federal de Australia; esto implicaba ceder ciertos poderes al gobierno de la Mancomunidad (o Federal) de acuerdo con la Constitución; todos los poderes no concedidos específicamente a la Mancomunidad permanecían exclusivamente en manos del Estado. Sin embargo, con el paso del tiempo, la Mancomunidad ha ido ampliando sus competencias mediante una interpretación amplia de sus poderes enumerados y un control cada vez mayor de la fiscalidad y la distribución financiera (véase federalismo en Australia).

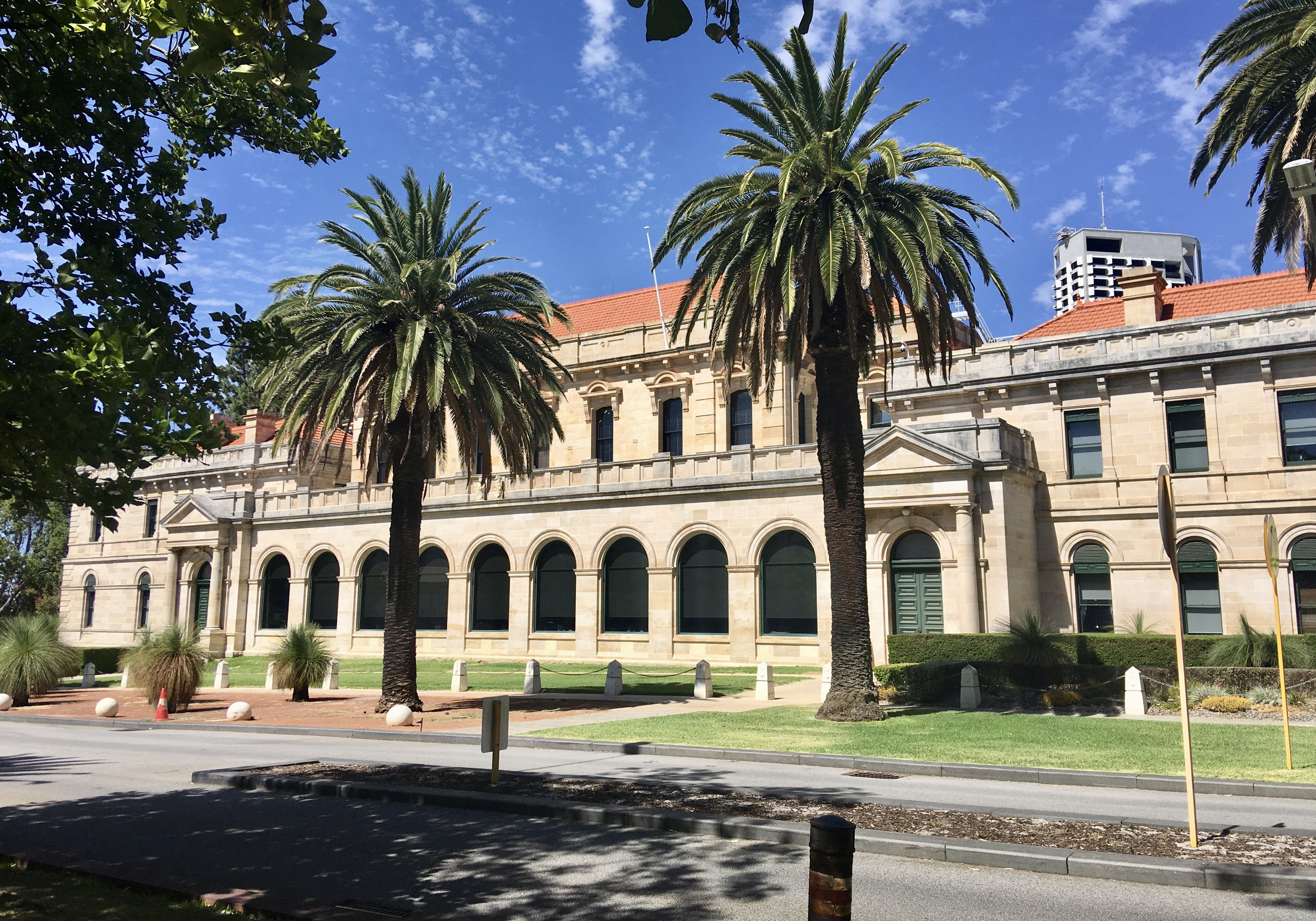
Parliament House, sede del parlamento de Australia Occidental, incluidos el Consejo Legislativo (cámara alta) y la Asamblea Legislativa (cámara baja).

Aunque el soberano de Australia Occidental es el rey de Australia (Carlos III) y el poder ejecutivo reside nominalmente en su representante estatal, el gobernador (actualmente Chris Dawson), el poder ejecutivo recae en el primer ministro y en los ministros procedentes del partido o coalición de partidos que ocupan la mayoría de escaños en la Asamblea Legislativa. Mark McGowan es el primer ministro, tras derrotar a Colin Barnett en las elecciones estatales del 11 de marzo de 2017 y conservar el poder en las elecciones estatales de 2021.
La composición actual de la Asamblea Legislativa, determinada en las elecciones de 2021, es la siguiente:
|  | 59.92 % |

|  | 4.00 % |

|  | 21.30 % |

|  | 69.68 % |

|  | 30.32 % |

|  | 96.24 % |

|  | 3.76 % |

|  | 100 % |

|  | 85.46 % |

### División administrativa

Mapa de las administraciones locales de Australia Occidental.

Australia Occidental está dividida en 139 áreas de gobierno local, incluidas la Isla de Navidad y las Islas Cocos (Keeling). Su mandato y funcionamiento se rigen por la Local Government Act 1995.
En Australia Occidental existen tres tipos de administraciones locales:
- City – predominantemente urbana, algunos centros regionales más grandes
- Town – predominantemente urbano, más Port Hedland
- Shire – zonas predominantemente rurales o suburbanas exteriores.

El shire de la Isla de Navidad y el shire de las islas Cocos (Keeling) son territorios federales exteriores y se rigen por la Indian Ocean Territories Administration of Laws Act, que permite que la Ley de Administración Local de Australia Occidental se aplique "en la isla" como si fuera una ley de la Mancomunidad. No obstante, la isla de Navidad y las islas Cocos (Keeling) no forman parte de Australia Occidental.

### Secesionismo

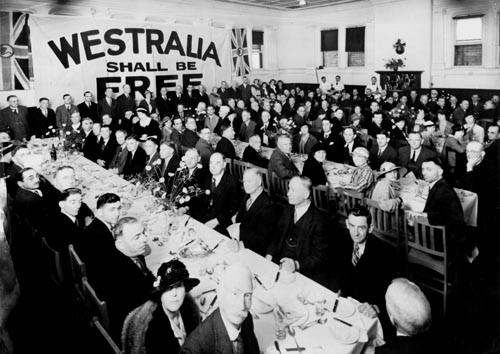
Una reunión en 1933 de la Dominion League en apoyo de la secesión.

El secesionismo ha sido una característica recurrente del panorama político de Australia Occidental desde poco después del asentamiento europeo en 1826. Australia Occidental fue el país más reacio a participar en la Mancomunidad de Australia. No participó en la primera conferencia sobre la federación. Los residentes más antiguos de Australia Occidental se oponían en general a la federación; sin embargo, el descubrimiento de oro atrajo a muchos inmigrantes de otras partes de Australia.
En un referéndum celebrado en abril de 1933, el 68 % de los votantes se pronunciaron a favor de que el estado abandonara la Mancomunidad de Australia con el objetivo de volver al Imperio Británico como territorio autónomo. El gobierno del estado envió una delegación a Westminster, pero el gobierno británico dictaminó que el referéndum no era válido y, por tanto, no se tomó ninguna medida.

## Educación

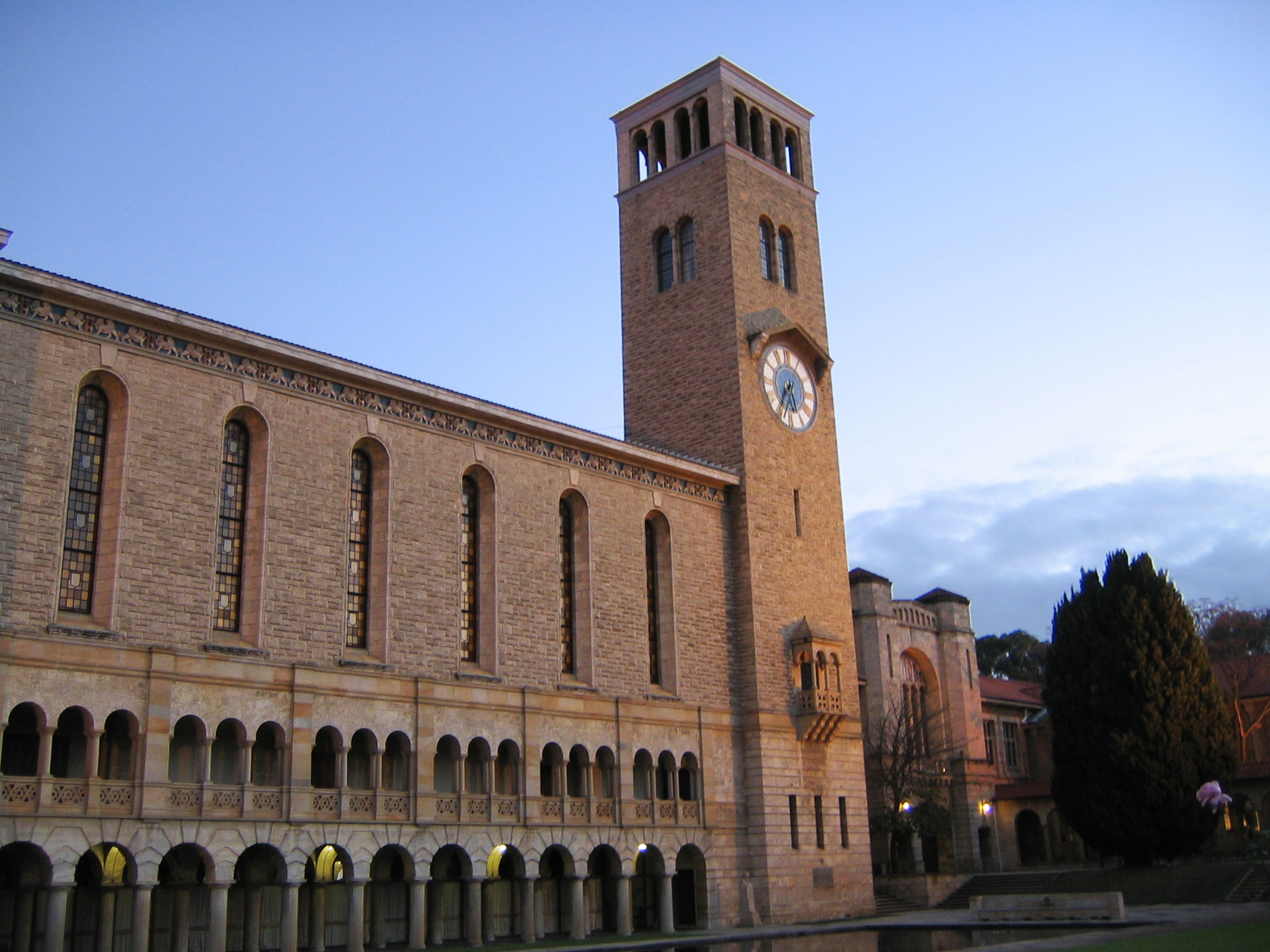
Universidad de Australia Occidental, en Perth.

La educación en Australia Occidental consiste en un año de educación preescolar a la edad de 4 o 5 años, seguido de seis años de educación primaria para todos los estudiantes a partir de 2015. A los 12 o 13 años, los estudiantes comienzan seis años de educación secundaria. Los estudiantes deben asistir a la escuela hasta los 16 años. Los jóvenes de 16 y 17 años deben estar matriculados en la escuela o en un centro de formación, tener un empleo o combinar la escuela, la formación y el empleo. Los estudiantes tienen la opción de estudiar en una escuela TAFE después del décimo curso, o continuar hasta el duodécimo curso con cursos de formación profesional o cursos de acceso a la universidad.
En Australia Occidental hay cinco universidades. Se trata de cuatro universidades públicas con sede en Perth: la Universidad de Australia Occidental, la Universidad Curtin, la Universidad Edith Cowan y la Universidad Murdoch; y una universidad privada católica con sede en Fremantle: la Universidad de Notre Dame Australia. La Universidad de Notre Dame es también una de las dos únicas universidades privadas de Australia, junto con la Universidad Bond, un proveedor de educación privada sin ánimo de lucro con sede en Gold Coast, Queensland.

## Cultura

### Artes y entretenimiento
Australia Occidental es sede de una de las instituciones de formación en artes escénicas más importantes del país, la aclamada Academia de Artes Escénicas de Australia Occidental (Western Australian Academy of Performing Arts, WAAPA), así como de una floreciente escena teatral y musical. Entre los músicos y bandas más destacados que han nacido o vivido en Australia Occidental se encuentran Adam Brand, Ammonia, Karnivool, Birds of Tokyo, Bon Scott, Eskimo Joe, Johnny Young, Gyroscope, el John Butler Trio, Tame Impala, Kevin Mitchell, Tim Minchin, Troye Sivan, los Kill Devil Hills, Pendulum, los Pigram Brothers, Rolf Harris, Stella Donnelly y los Triffids. Los Premios de la Industria Musical de Australia Occidental (WAMis) se otorgan cada año a los músicos y artistas más destacados de Australia Occidental desde 2001.

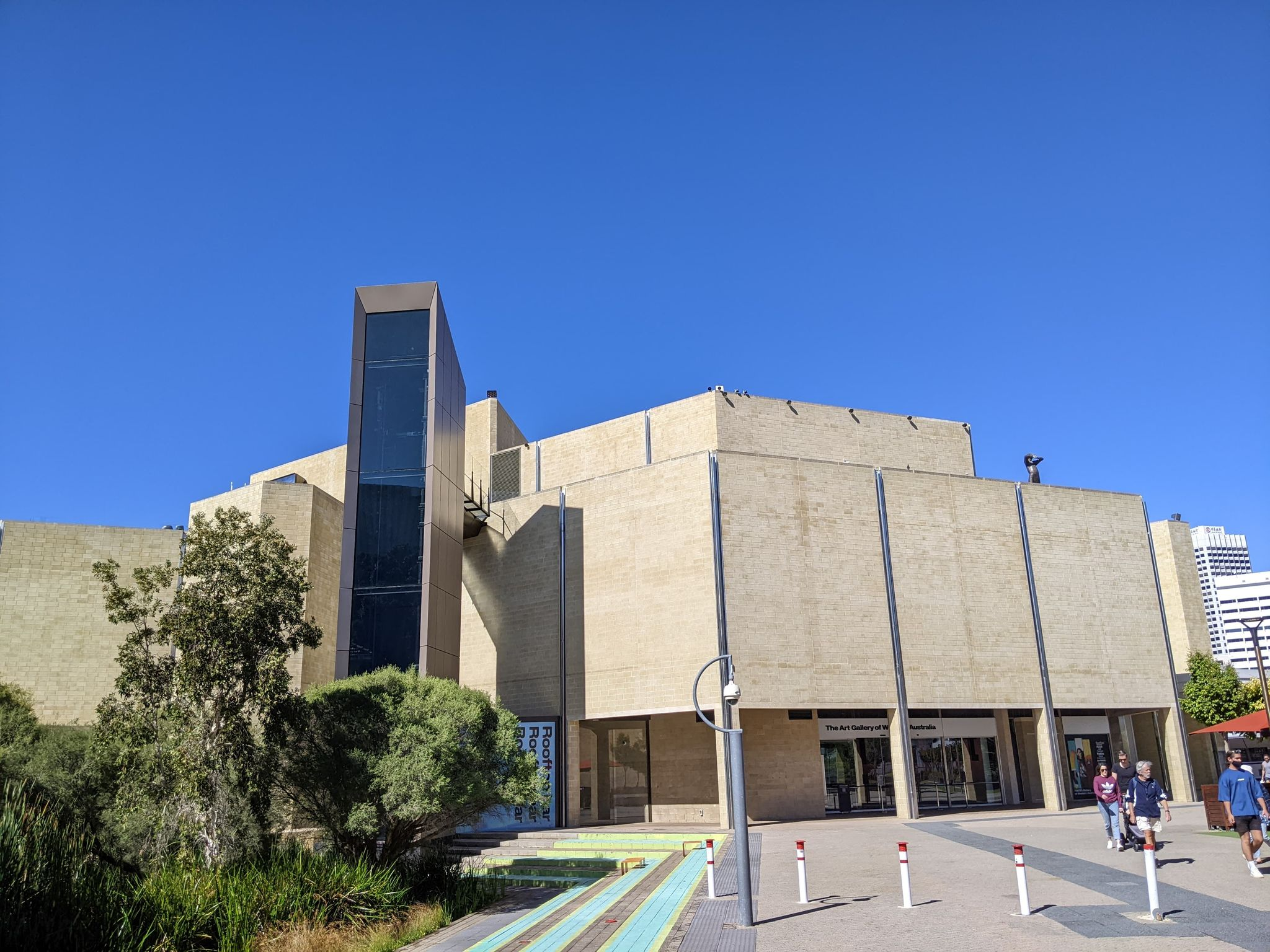
Galería de Arte de Australia Occidental

Entre los actores y personalidades de la televisión más destacados de Australia Occidental se encuentran Heath Ledger, Sam Worthington, Ernie Dingo, Jessica Marais, Megan Gale, Rove McManus, Isla Fisher y Melissa George. Entre las películas y series de televisión rodadas total o parcialmente en Australia Occidental se encuentran Rabbit-Proof Fence, The Heights, Mystery Road, These Final Hours, Cloudstreet, Jasper Jones, Australia, Bran Nu Dae, Red Dog, ABBA: the Movie y Last Train to Freo.
Entre los pintores y artesanos indígenas más destacados de Australia Occidental se encuentran Jack Dale Mengenen, Paddy Bedford, Queenie McKenzie y los hermanos Nyuju Stumpy Brown y Rover Thomas.
La Orquesta Sinfónica de Australia Occidental (West Australian Symphony Orchestra,  WASO) tiene su sede en el Perth Concert Hall. Otros recintos para conciertos, espectáculos y deportes de interior en Australia Occidental son el His Majesty's Theatre, el State Theatre Centre of Western Australia, el Crown Theatre y el Perth Arena, inaugurado en 2012. Entre las compañías de artes escénicas con sede en Perth se encuentran el West Australian Ballet, la West Australian Opera, la Black Swan State Theatre Company y la Perth Theatre Company.
Australia Occidental ha servido de escenario para numerosas obras de la literatura australiana. Entre los autores más destacados se encuentran Katharine Susannah Prichard, Randolph Stow, Tim Winton, Kim Scott, Sally Morgan, Joan London, Mary Durack y Craig Silvey.
La Galería de Arte Pública de Australia Occidental (Art Gallery of Western Australia) forma parte del Centro Cultural de Perth. Fundada en 1895, alberga la Colección de Arte del Estado, que comprende obras de artistas locales e internacionales que se remontan al siglo XIX. El Centro Cultural de Perth también alberga el Museo de Australia Occidental, la Biblioteca Estatal de Australia Occidental, la Oficina de Registros del Estado y el Instituto de Arte Contemporáneo de Perth (PICA). Australia Occidental cuenta con un sistema de bibliotecas públicas, con bibliotecas en cada área de gobierno local (aunque algunas bibliotecas públicas son bibliotecas escolares compartidas).

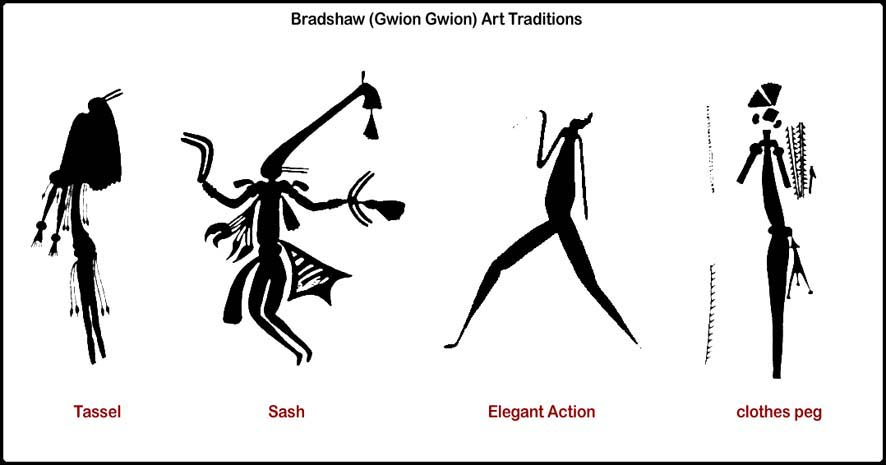
Pinturas rupestres de Gwion Gwion en la región de Kimberley, en Australia Occidental, que representan los cuatro estilos tradicionales del área

### Arqueología
Los avances en arqueología desde la década de 1950, gracias al trabajo de científicos como Sylvia Hallam y Charles Dortch, han aumentado lo que se sabe sobre la historia de los aborígenes de este territorio.
En el este de Kimberly, en la cordillera Cockburn, se encuentra una gran variedad de arte rupestre. Estas cordilleras se encuentran dentro de la determinación del título nativo de Balanggarra y están formadas por grandes formaciones verticales de arenisca que contienen muchos refugios a diferentes alturas. En esta región se han documentado más de cincuenta yacimientos de arte rupestre que abarcan desde el Pleistoceno tardío hasta el Holoceno. No solo hay pinturas grandes y coloridas, sino también marcas sustractivas que adoptan la forma de figuras, no figuras y marcas de conteo. Los refugios que contienen arte rupestre tienen rastros de ocupación humana y pruebas de que los niños participaron en la creación del arte rupestre. Las plantillas de manos y pies de muchos tamaños se atribuyen a niños menores de diez años, incluidos los más pequeños.

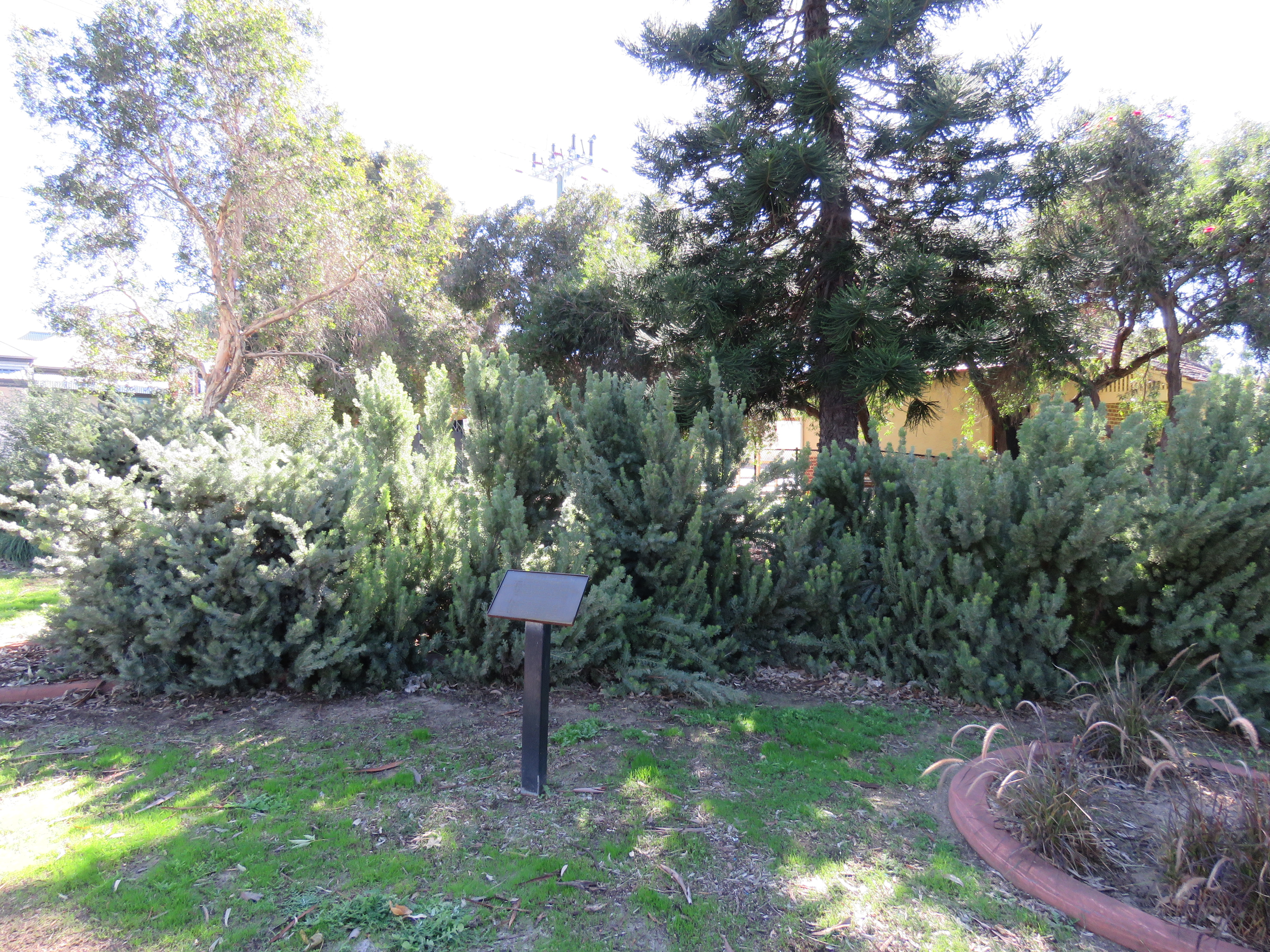
Yacimiento arqueológico en el Parque Robertson, Perth

Situado en las tierras tradicionales del pueblo Martidja Banyjima, en la región de Pilbara, la primera ocupación del refugio rocoso de Djadjiling se remonta a 35 000 años antes del presente. Esta fecha se determinó a partir de la datación por radiocarbono de catorce muestras de carbón vegetal in situ recogidas en pequeños hogares. También se han excavado 664 artefactos de piedra en este yacimiento. La estratigrafía muestra evidencias de un uso repetido del yacimiento durante miles de años y respalda la ocupación durante el Último Máximo Glacial.
Las excavaciones de los dos yacimientos Juukan-1 y Juukan-2 dentro de la concesión minera Rio Tinto Brockman 4 proporcionan más evidencias de la ocupación de la región de Pilbara durante el Último Máximo Glacial. Se han excavado piedras talladas, 32 artefactos de piedra y 67 fragmentos de huesos de animales en el refugio rocoso Juukan-1. Los huesos de animales pertenecen a canguros, ualabíes, bandicuts, ratones, ratas y peces. Las marcas de quemaduras y la ausencia de marcas de dientes en los huesos de los animales son pruebas de la actividad humana. 
A 50 metros al oeste de Juukan-1 se encuentra el refugio rocoso Juukan-2. Se han excavado 272 artefactos de piedra tallada y 857 fragmentos de huesos de animales. El conjunto de restos animales, que contiene una gran variedad de huesos, está compuesto por canguros, ualabíes, bandicuts, zarigüeyas, zarigüeyas pigmeas, equidnas, bettongs, ratones, ratas, lagartijas, aves y peces. Varios de estos fragmentos óseos también muestran signos de haber sido quemados. La datación de estos artefactos apunta a una ocupación posterior a 35 000 años antes de Cristo.

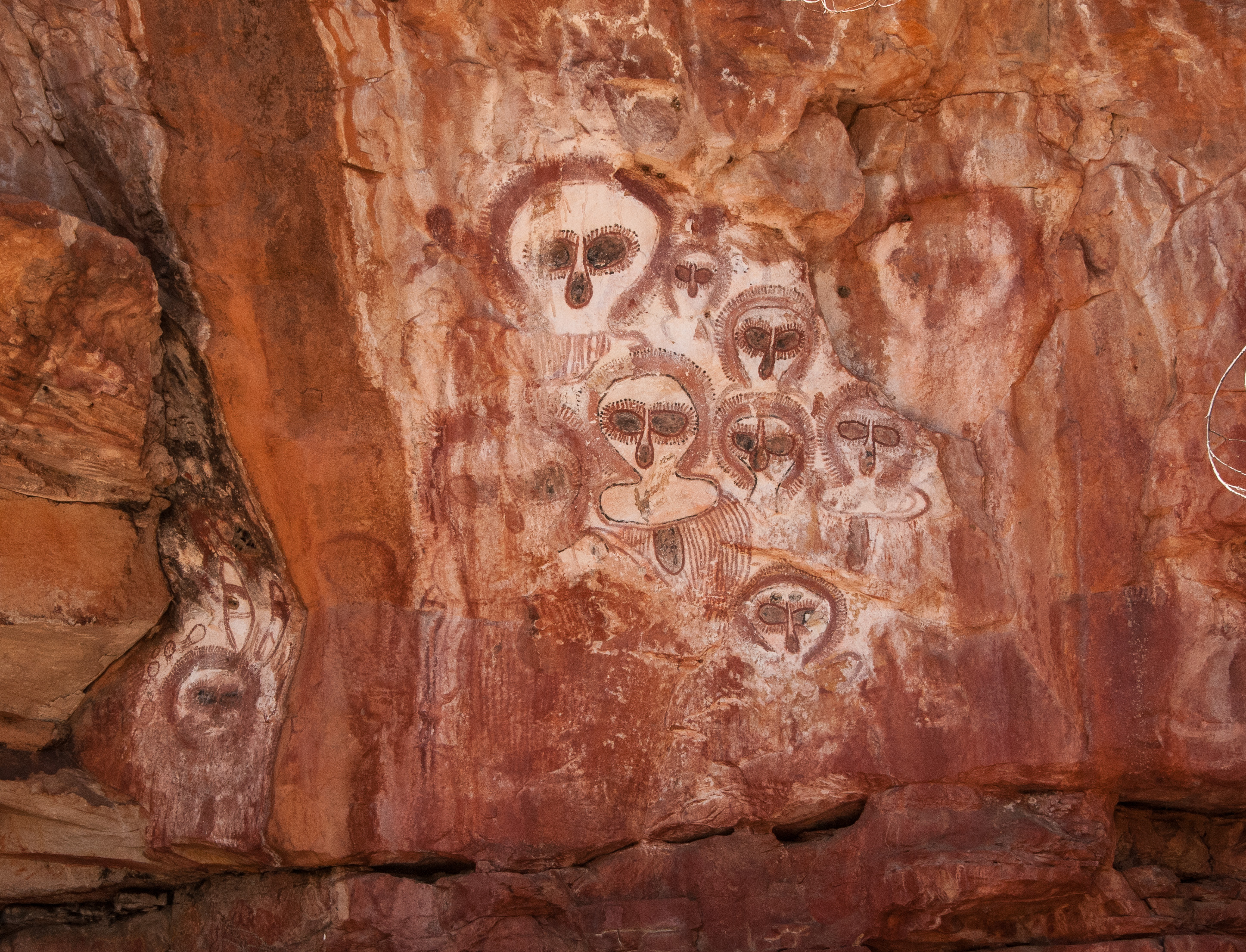
Arte rupestre aborigen en el río Barnett, estación Monte Elizabeth.

Una piedra de moler excavada en un abrigo rocoso de la región de West Angelas, en Pilbara, contiene residuos de una planta que sugieren claramente que proceden de la planta nardoo. Se trata de un helecho de agua dulce con alto contenido en almidón que a veces requiere técnicas de procesamiento complejas. La piedra de moler del abrigo rocoso WARE 14-35-RS se encontró con granos asociados al procesamiento de nardoo, según las muestras tomadas. Muchos de los granos recuperados de esta piedra de moler estaban dañados, lo que proporciona pruebas de molienda y procesamiento. Aunque las pruebas del consumo de nardoo por parte de los aborígenes en el Holoceno no son comunes en la región de Pilbara, esta piedra de moler es una prueba de que se produjo en alguna ocasión.
La datación radiométrica del refugio rocoso de Weld Range, en la región del Medio Oeste, Yalibirri Mindi, proporciona una fecha basal de 29 089 ± 132 para la ocupación humana. La datación de las muestras de carbón vegetal in situ de los hogares y los depósitos de sedimentos es coherente con la ocupación del Pleistoceno. Estos datos podrían interpretarse como que Weld Range fue un lugar de refugio durante el último máximo glacial. Las cáscaras de huevo de emú y los restos faunísticos de un elemento del Holoceno del refugio rocoso podrían indicar un uso estacional basado en las temporadas de cría del emú. Las pruebas de ocupación en la región del Medio Oeste coinciden con las pruebas de las regiones circundantes y confirman el conocimiento de los propietarios tradicionales wajarri de que han ocupado esta región desde tiempos inmemoriales.

## Deporte

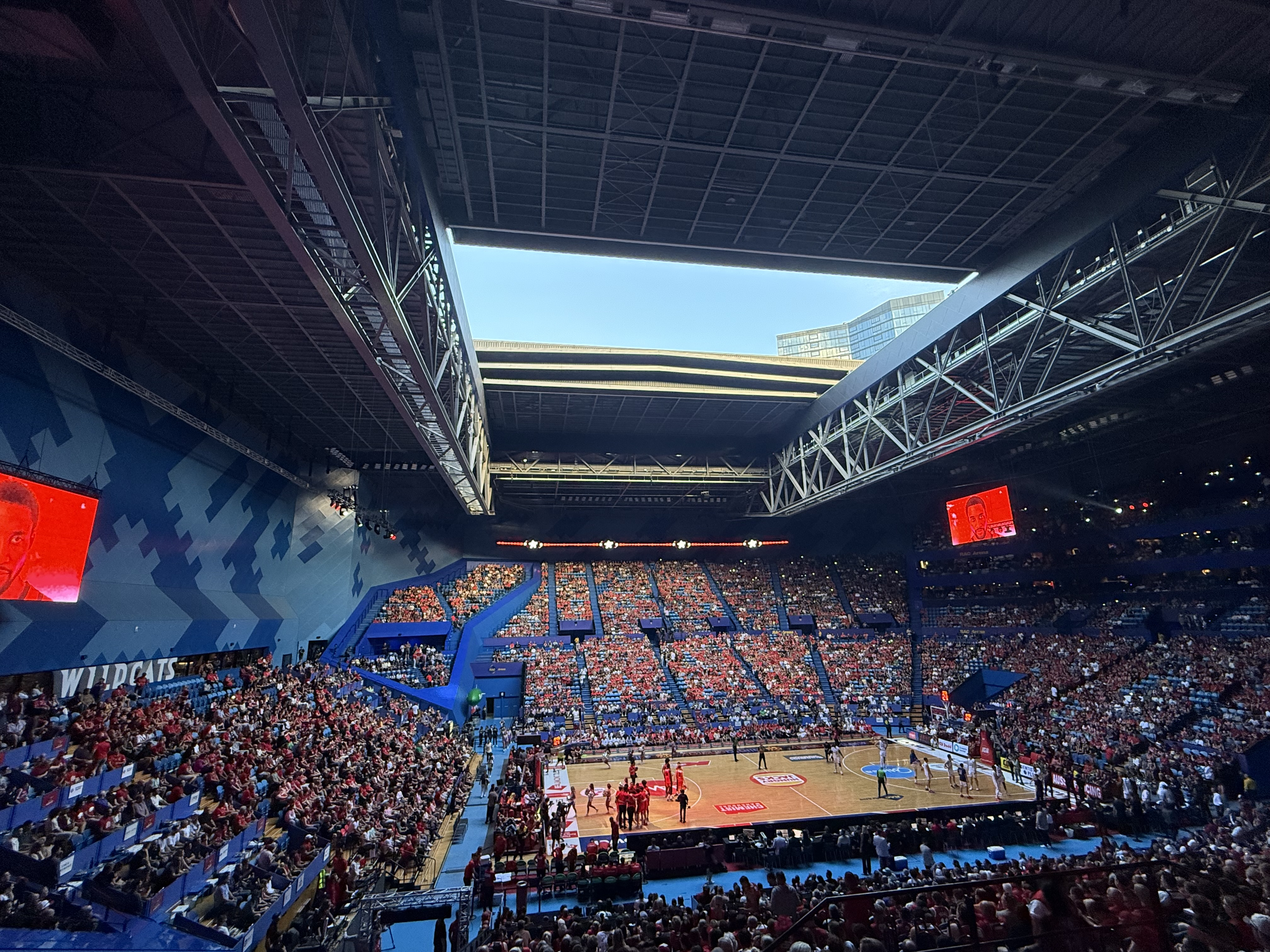
Partido de Baloncesto al aire libre entre los Perth Wildcats y los Adelaide 36ers, con el techo del Perth Arena abierto, en enero de 2025.

El deporte es una parte importante de la cultura de Australia Occidental.
El fútbol es uno de los deportes con mayor participación en Australia Occidental.
El Perth Glory compite actualmente en la liga nacional A-League como único representante de Australia Occidental.
Se proclamó campeón de la A-League en la temporada 2018-19. En la anterior National Soccer League, el Perth Glory fue un equipo relativamente exitoso al ganar los últimos títulos de la NSL (2002-03 y 2003-04). Los partidos en casa del Perth Glory se juegan en el Perth Oval, aunque ha disputado las finales en el Perth Stadium. 
El fútbol australiano es el tercer deporte más practicado en Australia Occidental, y su popularidad ha aumentado gracias a una excelente campaña de marketing y presión a nivel estatal y nacional. Australia Occidental tiene dos equipos en la liga nacional: los West Coast Eagles y el Fremantle Football Club (los «Fremantle Dockers»). Ambos equipos utilizan el Optus Stadium como su campo local. La liga local del estado es la West Australian Football League (WAFL), con diez clubes que representan a las regiones metropolitanas.

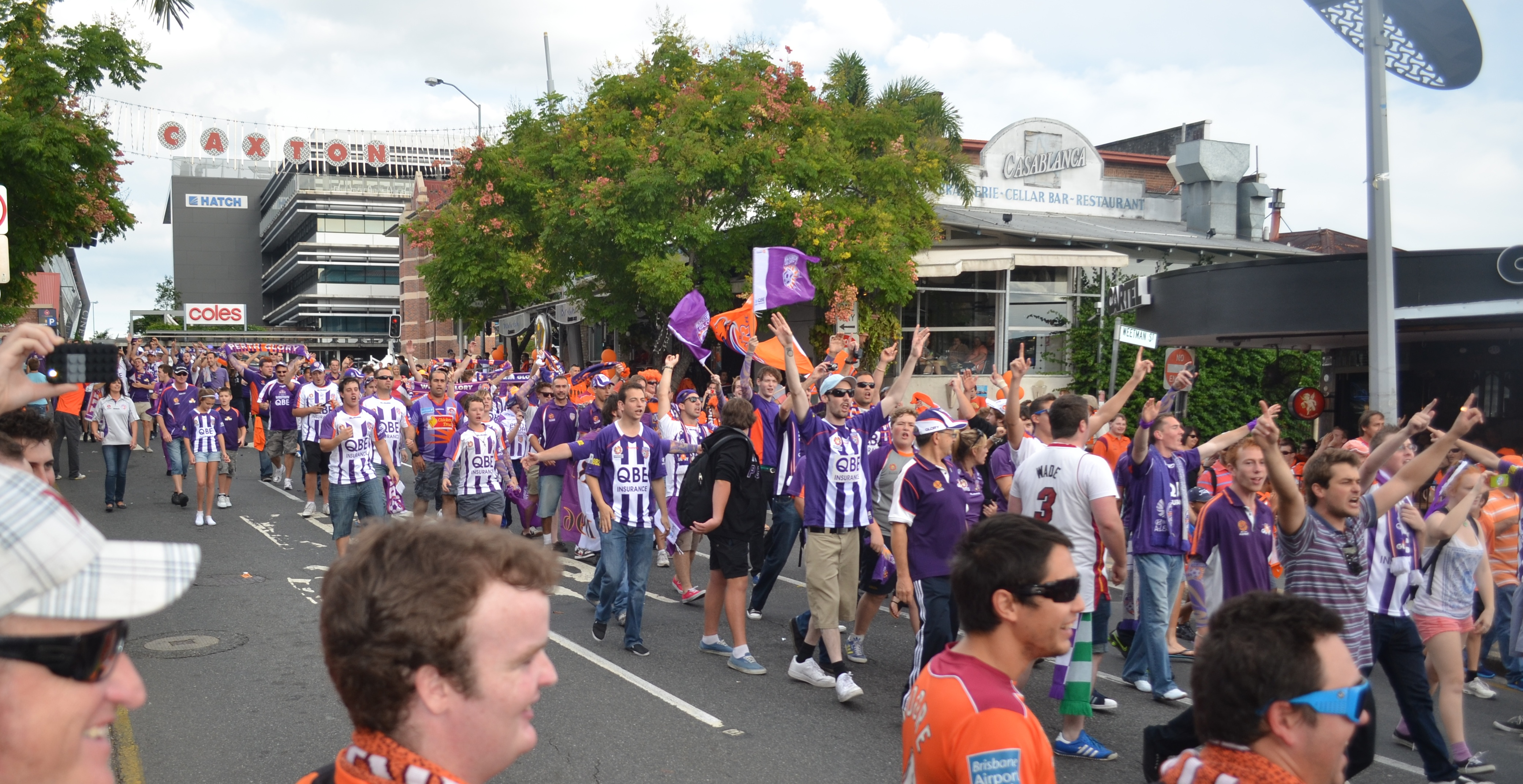
Aficionados del Club de Fútbol Perth Glory FC

El equipo de baloncesto número uno de Australia Occidental es el Perth Wildcats de la Liga Nacional de Baloncesto. El equipo hermano de los Wildcats es el Perth Lynx de la Liga Nacional de Baloncesto Femenino. Australia Occidental también cuenta con una liga de baloncesto de segunda división, la NBL1 West Competition, con equipos ubicados en Perth, Mandurah, Bunbury, Kalgoorlie y Geraldton.
El críquet es uno de los principales deportes en Australia Occidental. Australia Occidental tiene un equipo estatal de críquet, el Western Australian cricket team (antes Western Warriors), con sede en el WACA Ground. Juegan en la Sheffield Shield y en la One Day Cup Series. Los Perth Scorchers también representan a Australia Occidental en la competición nacional Twenty20 Big Bash y han sido la franquicia más exitosa desde el inicio de la competición. Desde 2018, el estadio de Perth acoge partidos internacionales de críquet Test y One Day International.

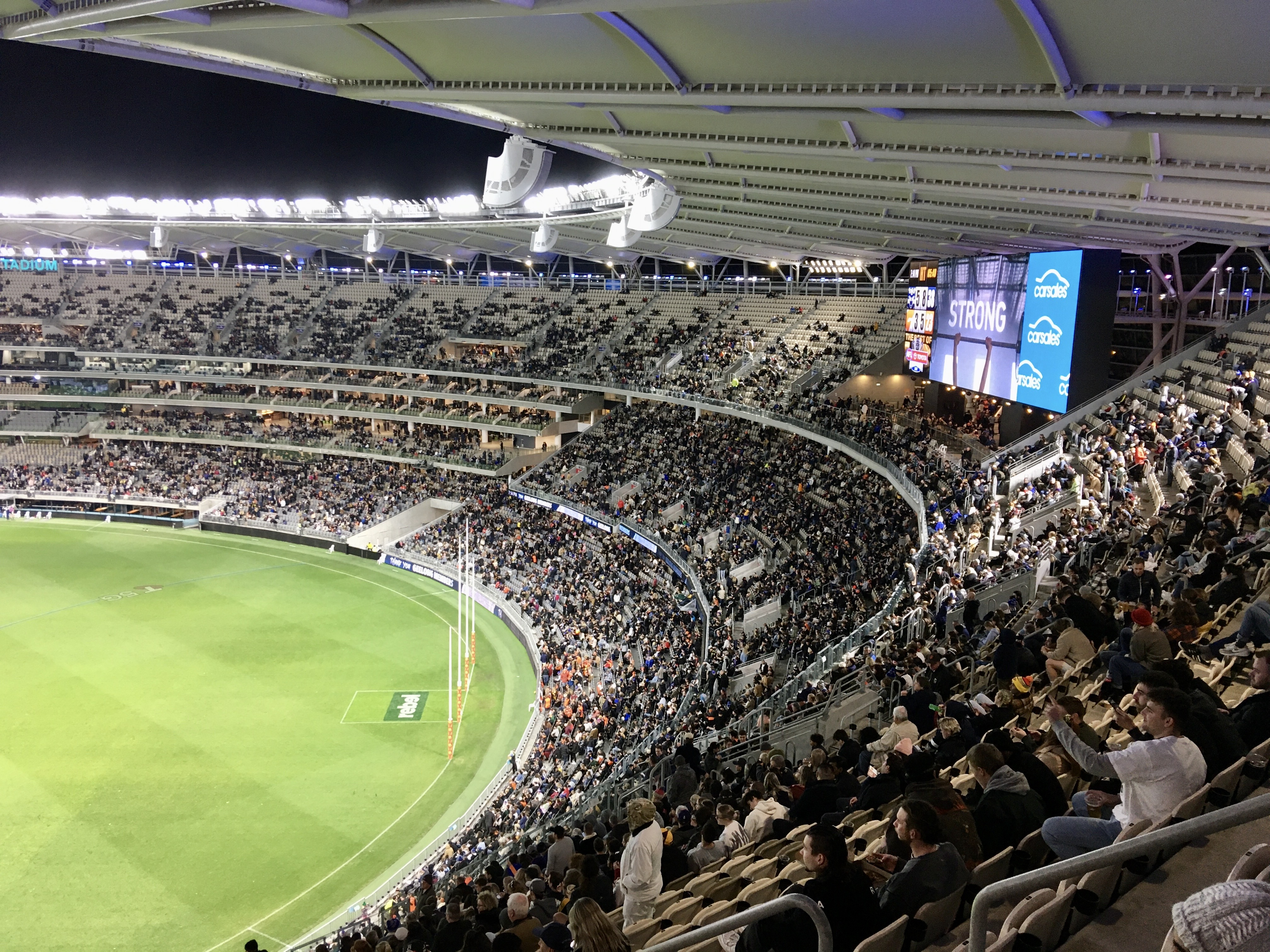
Partido de Fútbol Australiano en el Estadio Perth con capacidad para 60.000 espectadores y que fue inaugurado en 2017

Perth cuenta con una fuerte competición regional de hockey sobre hierba. Hay muchos clubes de hockey sobre hierba para niños, hombres, mujeres y veteranos (mayores de 40 años). Australia Occidental contribuye de manera significativa a los equipos nacionales australianos de hockey masculino y femenino, ambos ganadores de medallas de oro olímpicas.
La unidad de hockey del Instituto Australiano del Deporte tiene su sede en Perth desde 1984, cuando fue el primer deporte en descentralizarse.
El estadio de hockey de Perth, con capacidad para 6000 espectadores, situado en la Universidad Curtin, es el principal recinto de hockey del estado y sede de los equipos estatales Perth Thundersticks y WA Diamonds.
El netball es el deporte con mayor participación femenina en Australia Occidental, con más de 150 000 participantes. El West Coast Fever juega en la liga Super Netball y es el principal equipo de netball de Australia Occidental. Su cancha es el Perth Arena.
El único equipo profesional de rugby league de Australia Occidental es el prometedor Perth Bears.
El primer equipo de rugby league de Australia Occidental que jugó en una competición nacional fue el Western Reds, que participó en las temporadas 1995 y 1996 de la Australian Rugby League. En 1997 cambió su nombre por el de Perth Reds y se unió a la Super League como miembro fundador.

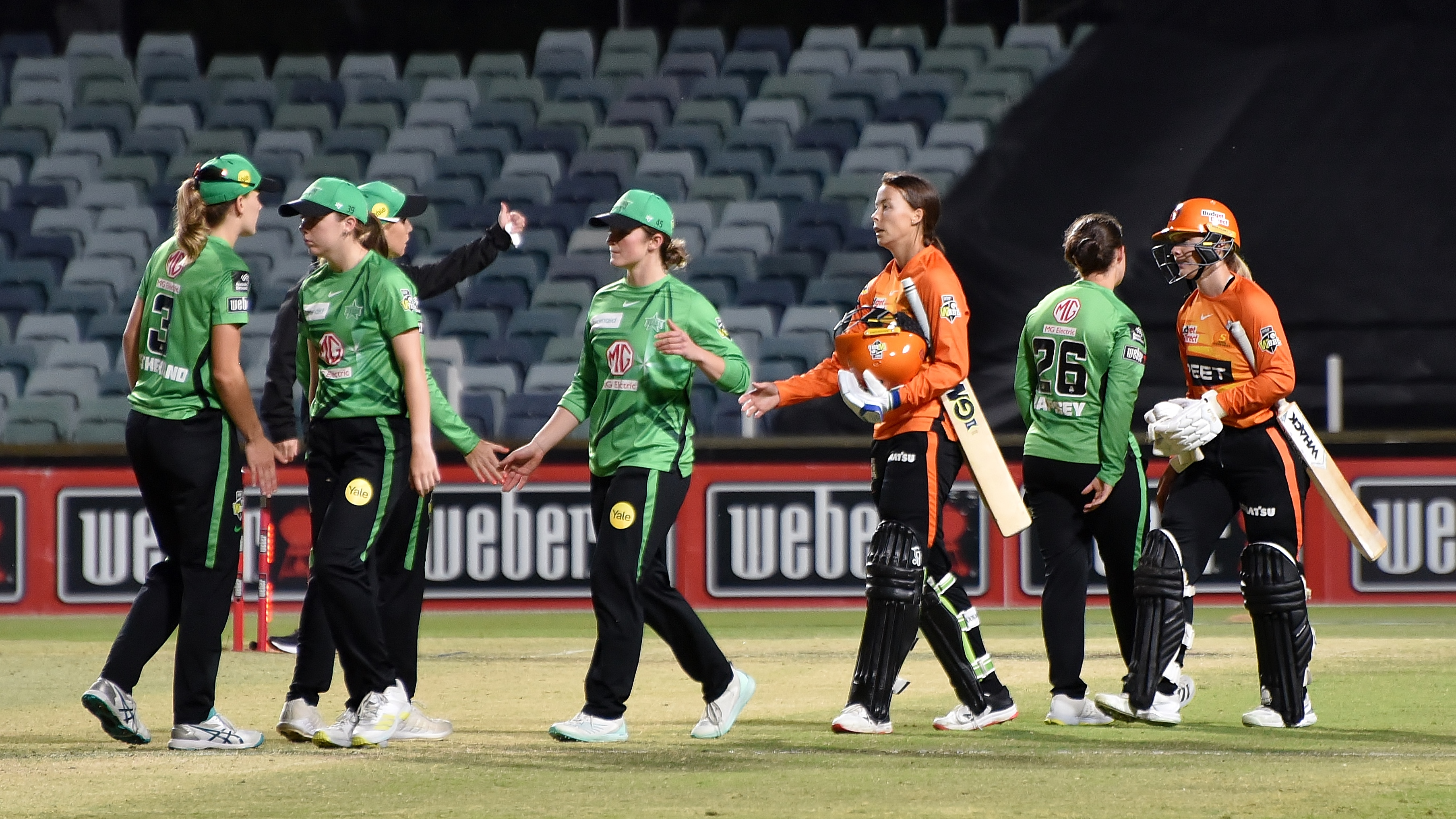
Las jugadoras se saludan tras la conclusión de un partido de la WBBL entre las Perth Scorchers y las Melbourne Stars, en el WACA Ground de Perth.

A pesar de mostrar cierto potencial (especialmente en las competiciones juveniles), los Reds no fueron invitados a unirse a la Liga Nacional de Rugby en 1998 como parte del acuerdo para poner fin a la guerra de la Superliga.
En 2006, la Liga de Rugby de Australia Occidental resucitó el equipo como WA Reds para competir en la Jim Beam Cup (2008-2011), con un intento fallido de entrar en la competición de la Liga Nacional de Rugby en 2012. Su campo es el Perth Oval.
Australia Occidental es la sede del Western Force, un equipo profesional de rugby union que juega en el Super Rugby. Su campo es el NIB Stadium. El organismo rector Rugby Australia, bajo presión financiera tras financiar los rescates de Rebels, Force y Reds, eliminó al Force del Super Rugby después de la temporada 2017. Andrew Forrest rescató al Force, con sede en Perth, y creó la competición World Series Rugby en 2018. Sin embargo, a partir de 2020, el Western Force fue invitado de nuevo a participar en la competición Super Rugby como quinta franquicia de Australia en el torneo.

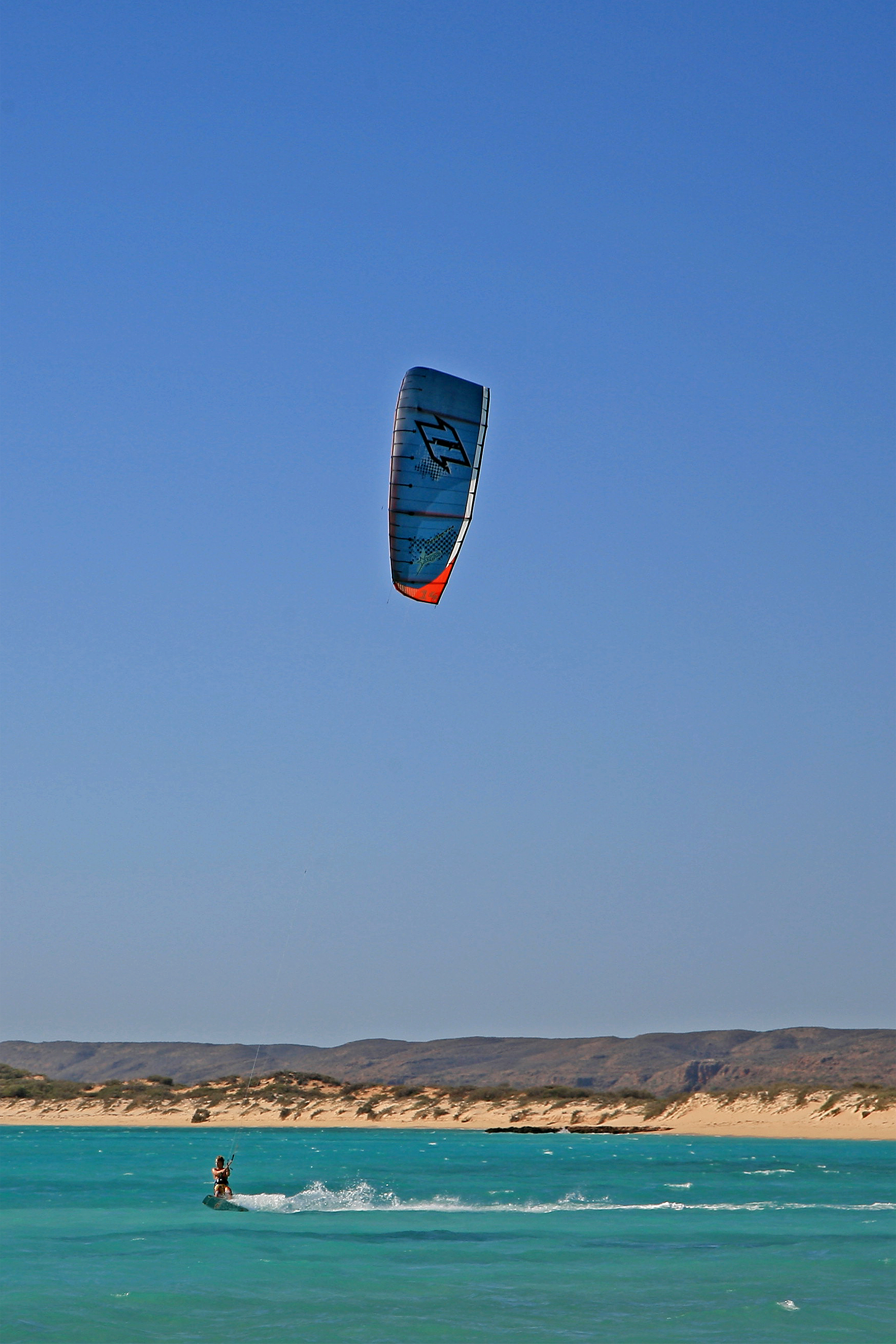
Kitesurfing en Australia Occidental

El deporte más popular de Australia Occidental, con el mayor número de participantes registrados, es la natación, con competiciones y entrenamientos durante todo el año.
La Rottnest Channel Swim, de 20 km, es una carrera de natación individual y por equipos que se celebra anualmente entre Cottesloe y Rottnest. Los Campeonatos Mundiales de la FINA se celebraron en Perth en 1991 y 1998.
Australia Occidental, junto con otros dos estados, acoge la ATP Cup anual en el Perth Arena desde 2020. Anteriormente, Australia Occidental acogió el torneo anual de tenis mixto Hopman Cup en el Perth Arena (antes en el Burswood Dome) entre los años 1989 y 2019. Las eliminatorias de la Copa Davis y la Copa Federación también se han celebrado en el Royal King's Park Tennis Club.